# Struttura dell'Esercito Italiano nel 1974
La pagina fornisce una panoramica generale della struttura dell'Esercito Italiano durante il 1974, prima della celebre riforma del 1975.

## Organigramma
- Stato maggiore dell'Esercito Italiano (SME), in Roma[1]
  - Capo di Stato Maggiore dell'Esercito
    - Sottocapo di Stato Maggiore dell'Esercito
    - I Reparto (Operazioni, addestramento e regolamenti, studi)[1]
    - II Reparto (Ordinamento, Servizi, Trasporti, ricerche e studi)[1]
    - Servizio Informazioni Operative e Situazione (SIOS)[1]
    - Segreteria Personale
    - Amministrazione

  -  Servizio di Sanità, in Roma[2]
    - Scuola di Sanità Militare, in Firenze[3]
      - Ufficio Addestramento e Studi
      - Reparto Allievi Ufficiali di Complemento / Allievi Specializzati
      - Servizio Amministrativo
      - Infermiera Speciale

    - Centro Studi e Ricerche di Sanità Militare, in Roma

  -  Servizio Veterinario Militare, in Roma[4]
    - Scuola del Servizio Veterinario Militare, in Pinerolo
    - Centro Studi del Servizio Veterinario Militare, in Roma
    - Infermiera Quadrupedi, in Pinerolo
    - Infermiera Quadrupedi, in Merano
    - Infermiera Quadrupedi, in Udine
    - Posto Raccolta Quadrupedi, in Grosseto

  -  Servizio Automobilistico, in Roma[5]
    - Ufficio Segreteria e Personale
    - Ufficio Regolamentazione, Ordinamento e Addestramento
    - Comando delle Scuole della Motorizzazione, in Roma-Cecchignola[6]
      - Reparto Comando, in Roma-Cecchignola
      - Scuola di Applicazione del Servizio Automobilistico, in Roma-Cecchignola[7]
      - Scuola Specialisti della Motorizzazione, in Roma-Cecchignola[6][7]
      - Scuola Meccanici e Conduttori della Motorizzazione, in Roma-Cecchignola[6][7]
      - Autogruppo di Manovra, in Roma-Cecchignola
      - Officina Media, in Roma-Cecchignola

    - X Autogruppo, in Roma
    - XI Autogruppo di Manovra, in Roma

  -  Servizio di Commissariato Militare, in Roma
    -  Scuola dei Servizi di Commissariato e Amministrazione Militare, in Maddaloni[8][9]
      - Compagnia Comando, in Maddaloni
      - I Reparto Corsi (Commissariato), in Maddaloni
      - II Reparto Corsi (Amministrazione), in Maddaloni
      - III Reparto Sperimentale, in Maddaloni
      - IV Reparto Allievi Specializzati, in Nocera Inferiore

  -  Servizio di Amministrazione Militare, in Roma[10]
  - Servizio Tecnico di Artiglieria, in Roma
  - Servizio Tecnico del Genio, in Roma
  - Servizio Tecnico delle Trasmissioni, in Roma
  - Servizio Tecnico della Motorizzazione, in Roma
  - Servizio Tecnico Chimico-Fisico, in Roma
  - Servizio Tecnico Geografico, in Roma
    -  Istituto Geografico Militare, in Firenze

  -  Scuola di Guerra, in Civitavecchia
  -  Accademia Militare, in Modena
  - Comando delle Scuole di Applicazione d'Arma, in Torino[11]
    -  Scuola di Applicazione di Fanteria e di Cavalleria, in Torino
    -  Scuola di Applicazione di Artiglieria, in Torino
    -  Scuola di Applicazione del Genio, in Torino

  -  Scuola Militare "Nunziatella", in Napoli
  -  Scuola Allievi Sottufficiali, in Viterbo
  - Scuola Lingue Estere dell'Esercito, in Roma

### Ispettorato delle Armi di Fanteria e Cavalleria
- Ispettorato delle Armi di Fanteria e Cavalleria, in Roma[12]
  - Ufficio Segreteria e Personale
  - Ufficio Addestramento, Regolamenti, Scuole
  - Ufficio Studi ed Esperienze
  - Generale Addetto Fanteria Divisionale
    -  Scuola di Fanteria, in Cesano[13]
      - Reparto Comando, in Cesano
      - Battaglione Allievi, in Cesano
      - Scuola Allievi Ufficiali di Complemento di Fanteria, in Ascoli Piceno
      -  Scuola Allievi Sottufficiali di Complemento di Fanteria, in Spoleto

    -  Scuola Militare di Equitazione, in Montelibretti

  - Generale Addetto Truppe Alpine
    -  Scuola Militare Alpina (SMALP), in Aosta[14]
      - Reparto Comando, in Aosta
      - Battaglione Allievi, in Aosta
      - Gruppo Sciatori Truppe Alpine, in Aosta
      - Reparto Aviazione Leggera (SMALP), presso eliporto di Pollein[15][16]

  - Generale Addetto Truppe Paracadutiste
    -  Scuola Militare di Paracadutismo, in Pisa
      - Reparto Comando, in Pisa
      - Battaglione Paracadutisti Addestramento Reclute Folgore, in Pisa

  - Generale Addetto Truppe Corazzate
    -  Scuola Truppe Meccanizzate e Corazzate (SCUTMEC), in Caserta[17]
      - Reparto Comando, in Caserta
      - Battaglione Allievi, in Caserta
      - Battaglione Carri di Addestramento, in Caserta
      -  Scuola Allievi Comandanti di Squadra delle Truppe Meccanizzate e Corazzate, in Lecce
      - Reparto Aviazione Leggera SCUTMEC, presso l'Aeroporto di Salerno-Costa d'Amalfi[16]

  - Scuola Militare di Educazione Fisica, in Orvieto
    - 1ª Compagnia Speciale Atleti, in Roma
    - 2ª Compagnia Speciale Atleti, in Napoli
    - 3ª Compagnia Speciale Atleti, in Bologna

### Ispettorato di Artiglieria
- Ispettorato di Artiglieria, in Roma[18]
  - Ufficio Segreteria e Personale
  - Ufficio Studi, Regolamenti, Scuole
  - Generale addetto all'artiglieria terrestre
    - Ufficio Artiglieria Terrestre
    -  Scuola di Artiglieria, in Bracciano
      - Reparto Comando, in Bracciano
      - VIII Gruppo Artiglieria da Campagna Semovente di Corpo d'Armata, in Bracciano[19]
      - Scuola Allievi Ufficiali e Sottufficiali di Artiglieria, in Foligno
      - Gruppo Allievi Ufficiali di Complemento, in Bracciano
      - Reparto Logistico, in Bracciano

  - Generale addetto all'artiglieria controaerei
    - Ufficio Artiglieria Controaerei
    -  Scuola di Artiglieria Contraerei, in Sabaudia
      - Reparto Comando, in Sabaudia
      - I Gruppo Artiglieria Controaerei, in Sabaudia
      - Gruppo Allievi, in Sabaudia
      - Reparto Logistico, in Sabaudia

    - Scuola Tecnici Elettronici di Artiglieria, in Roma

### Ispettorato del Genio
- Ispettorato del Genio, in Roma[20]
  - Ufficio Segreteria e Personale
  - I Ufficio: Regolamenti, Addestramento e Scuole
  - II Ufficio: Studi ed Esperienze
  - III Ufficio: Lavori e Demanio
  - Generale Addetto del Genio
    -  Scuola Genio Pionieri, in Roma-Cecchignola[21]
      - I Battaglione Corsi, in Roma-Cecchignola
      - II Battaglione Allievi Specializzati, in Roma-Cecchignola
      - III Battaglione Allievi Specializzati, in Roma-Cecchignola
      - IV Battaglione Addestramento, in Roma-Cecchignola

### Ispettorato delle Trasmissioni
- Ispettorato delle Trasmissioni, in Roma[22]
  - Ufficio Segreteria e Personale
  - I Ufficio: Studi, Regolamenti, Materiali e Guerra Elettronica
  - II Ufficio: Piani, Procedure e Cifra
  - III Ufficio: Telecomunicazioni
    - X Battaglione Trasmissioni, in Roma (di supporto al Ministero della Difesa)[23]
    - XI Battaglione Trasmissioni, in Bologna (formato da personale e materiali del disciolto VI Battaglione Trasmissioni di Corpo d'Armata nel 1972)[24]

  -  Scuola Telecomunicazioni Forze Armate, in Chiavari[25]
    - Battaglione Allievi, in Chiavari

  - Generale Addetto delle Trasmissioni
    -  Scuola trasmissioni, in Roma-Cecchignola[26]
      - I Battaglione Corsi, in Roma-Cecchignola, in Roma-Cecchignola
      - II Battaglione Allievi Specializzati, in Roma-Cecchignola
      - III Battaglione Allievi Specializzati, in Roma-Cecchignola

    - Centro Difesa Elettronica, in Anzio[27]
      - IX Battaglione Guerra Elettronica, in Anzio
      - Reparto SIGINT, in Anzio

    -  Scuola specializzati delle trasmissioni, in San Giorgio a Cremano

### Ispettorato per la Difesa NBC
- Ispettorato per la Difesa NBC, in Roma[28][29]
  - Ufficio Segreteria e Personale
  - Nucleo Centrale di Consulenza e Studio per concorso alla protezione civile
  - Reparto Difesa NBC
    - Ufficio Studi, Regolamenti, Addestramento
    - Ufficio Istruzione Tecniche, Dotazioni Caricamenti
    - Nucleo Centro Controllo Rete NBC
    - Sezione Coordinamento Atomico

  - Scuola Unica Interforze Armate per la Difesa Atomica, Biologica, Chimica, in Rieti[30]
  - Battaglione Difesa NBC, in Rieti[31]

### Ispettorato Logistico dell'Esercito
- Ispettorato Logistico dell'Esercito, in Roma[32]
  - Sezione Segreteria e Personale
  - Ufficio Coordinamento
  - Ufficio Statistica-Meccanografia-Coordinamento (STAMECO)
  - Ufficio Studi
  - Ufficio Armi, Munizioni e Materiali NBC
  - Ufficio Materiali del Genio e delle Trasmissioni
  - Ufficio Materiali dell'Aviazione Leggera dell'Esercito
  - Ufficio Materiali di Commissariato (coordinato con il Servizio di Commissariato Militare)
  - Ufficio Materiali della Motorizzazione (coordinato con il Servizio Automobilistico)
  - Ufficio Materiali di Sanità (coordinato con il Servizio di Sanità)
  - Sezione Materiali del Servizio Veterinario (coordinato con il Servizio Veterinario Militare)
  - Arsenale Esercito, in Napoli[33]
  - Arsenale Esercito, in Piacenza[34]
  - Fabbrica d'Armi, in Terni[35]
  - Spolettificio Esercito, in Torre Annunziata[36]
  - Pirotecnico Esercito, in Capua[37]
  - Polverificio Esercito, in Fontana Liri[38]
  - Laboratorio di Precisione Esercito, in Roma[39]
  - Laboratorio Caricamento Proietti, in Madonna di Baiano[40]
    - Sezione Staccata, in Noceto[41]

  - 21° Stabilimento Trasmissioni, in Roma[42]
  - 22° Stabilimento Genio Militare, in Pavia[43]
  - Direzione Materiali Difesa ABC, in Roma[44]
  - Istituto Chimico-Farmaceutico Militare, in Firenze[45]
  - Officina Riparazione Trattori Esercito, in Piacenza[46]
  - Officina Riparazione Mezzi Corazzati, in Bologna[47]
  - Officina Riparazione Mezzi Corazzati, in Nola[47]
  - Officina Grafica, in Gaeta[48]
  - Centro Esperienze di Artiglieria, in Nettuno[49]
  - Centro Tecnico del Genio, in Roma[50]
  - Centro Tecnico Trasmissioni, in Roma[51]
  - Centro Tecnico del Commissariato, in Torino[52]
  - Centro Studi ed Esperienze della Motorizzazione, in Roma[53]
  - Centro Approvvigionamento Autoveicoli e Ricambi, in Torino[54]
  - Centro Riproduzione Aerofotografica Esercito, in Villafranca[non chiaro]
  - Centro Tecnico Chimico, Fisico e Biologico, in Roma[55]

### Ufficio dell'Ispettore dell’Aviazione Leggera dell’Esercito
- Ufficio dell'Ispettore dell’Aviazione Leggera dell’Esercito, in Roma[56]
  - Ufficio Segreteria e Personale
  - I Ufficio Aerocooperazione
  - II Ufficio Addestramento, Corsi, Sicurezza di Volo e Personale
  - III Ufficio Materiale e Esperienze Aviazione Leggera dell’Esercito
  -  Centro Addestramento Aviazione Leggera dell’Esercito, at Aeroporto di Viterbo[57]
    - Ufficio Addestramento
    - Ufficio Amministrazione
    - Reparto Comando, presso l'aeroporto di Viterbo
    - Reparto Aereo, presso l'aeroporto di Viterbo

  - Reparto Elicotteri Medi, presso l'aeroporto di Viterbo (su CH-47C Chinook)[58]
  - I Reparto Elicotteri di Uso Generale, presso l'aeroporto di Viterbo (su AB 204/205)[16][58]
  - XXX Reparto Aviazione Leggera, presso l'aeroporto di Padova[16] (AB 204/205 polivalenti (fino al 1972 assegnato alla 3ª Armata)

### III Corpo d'Armata
- III Corpo d'Armata, in Milano
  -  Reggimento Artiglieria a Cavallo, in Milano[59]
    - Batteria Comando e Servizi, in Milano
    - I Gruppo Semovente da 155/23, in Milano (su semoventi M44)[59]
    - II Gruppo Semovente da 155/23, in Milano (su semoventi M44)[59]
    - III Gruppo Semovente da 155/23, in Milano (su semoventi M44)[59]
    - Batteria a Cavallo (unità di rappresentanza su cannoni ippotrainati da 75/27 Mod. 1912)[59]

  -  52º Reggimento Artiglieria Pesante, in Brescia[60][61]
    - Batteria Comando e Servizi, in Brescia
    - I Gruppo Cannoni da 155/45, in Brescia (su obici trainati M59)[60]
    - II Gruppo Cannoni da 155/45, in Brescia (su obici trainati M59)[60]
    - III Gruppo Cannoni da 155/45 (quadro), in Brescia (su obici trainati M59)[60]
    - IV Gruppo Obici da 203/25, in Brescia (su obici trainato M115 203mm)[60]

  - III Gruppo Specialisti di Artiglieria, in Milano
  - III Reparto Aviazione Leggera, a Milano presso l'Aeroporto di Bresso[16] (L-21B Super Cub)
  - III Battaglione Genio Pionieri di Corpo d'Armata, in Pavia[62]
  - III Battaglione Trasmissioni di Corpo d'Armata, in Milano
  - III Autogruppo di Corpo d'Armata, in Milano
  - III Reparto Rifornimenti, Riparazioni, Recuperi, in Milano
  - 3º Reparto Riparazioni Aviazione Leggera dell'Esercito, presso Aeroporto Orio al Serio[16]

#### Divisione Corazzata"Centauro"

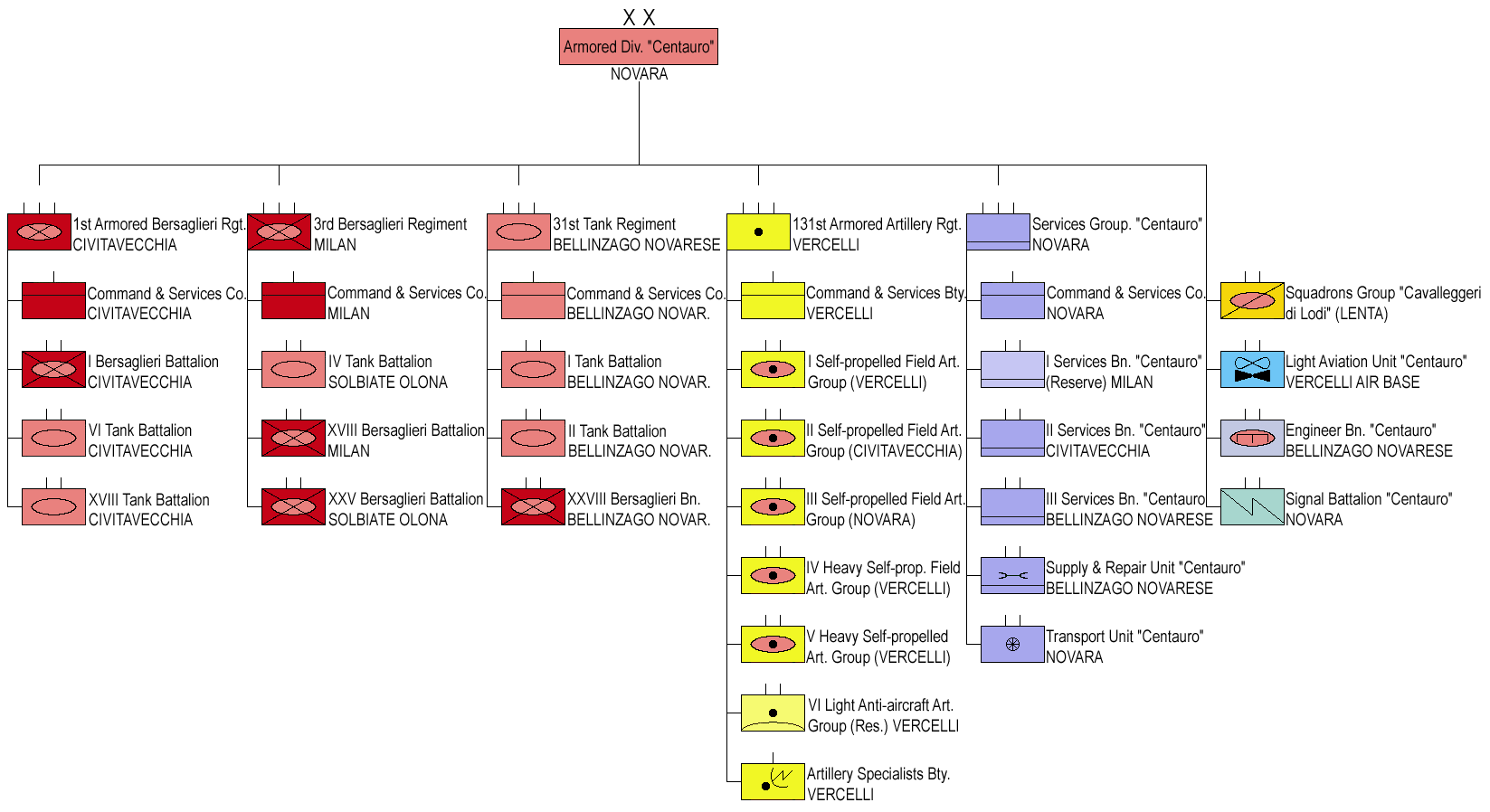
Divisione Corazzata "Centauro" in 1974

- Divisione Corazzata "Centauro", in Novara
  -  1º Reggimento bersaglieri corazzato, in Civitavecchia[63][64]
    - Compagnia Comando e Servizi, in Civitavecchia (incluso plotone missili anticarro)
    - I Battaglione Bersaglieri, in Civitavecchia (su M113)
    - VI Battaglione Carri, in Civitavecchia (su M47 Patton)
    - XVIII Battaglione Carri, in Civitavecchia (su M47 Patton)

  -  3º Reggimento bersaglieri, in Milano[65]
    - Compagnia Comando e Servizi, in Milano (incluso un plotone missili anticarro)
    - IV Battaglione Carri, in Solbiate Olona (su M47 Patton)
    - XVIII Battaglione Bersaglieri, in Milano (su M113)
    - XXV Battaglione Bersaglieri, in Solbiate Olona (su M113)

  -  31º Reggimento carri, in Bellinzago Novarese[66]
    - Compagnia Comando e Servizi, in Bellinzago Novarese (incluso un plotone missili anticarro)
    - I Battaglione Carri, in Bellinzago Novarese (su M47 Patton)
    - II Battaglione Carri, in Bellinzago Novarese (su M47 Patton)
    - XXVIII Battaglione Bersaglieri, in Bellinzago Novarese (su M113)

  -  131º Reggimento Artiglieria Corazzata, in Vercelli[67]
    - Batteria Comando e Servizi, in Vercelli
    - I Gruppo Artiglieria da Campagna Semovente, in Vercelli (su semoventi M109G 155 mm)
    - II Gruppo Artiglieria da Campagna Semovente, in Civitavecchia (su M109G 155 mm)
    - III Gruppo Artiglieria da Campagna Semovente, in Novara (su M109G 155 mm)
    - IV Gruppo Artiglieria Pesante Campale Semovente, in Vercelli (su M44)
    - V Gruppo Artiglieria Pesante Semovente, in Vercelli (su M55)
    - VI Gruppo Artiglieria Controaerei Leggera (quadro), in Vercelli (su cannoni antiaerei Bofors 40 mm e mitragliatrici M2 Browning)[68]
    - Batteria Specialisti di Artiglieria, in Vercelli

  - Gruppo Squadroni "Cavalleggeri di Lodi", in Lenta[69] (su Fiat Campagnola da ricognizione e carri M47 Patton)[70]
  - Reparto Aviazione Leggera "Centauro", presso l'Aeroporto di Vercelli[16] (su aerei leggeri L-19E Bird Dog e elicotteri AB 206 da ricognizione)
  - Battaglione Genio Pionieri "Centauro", in Bellinzago Novarese
  - Battaglione Trasmissioni "Centauro", in Novara
  - Raggruppamento Servizi "Centauro", in Novara
    - Compagnia Comando e Servizi, in Novara
    - Reparto Rifornimenti, Riparazioni, Recuperi "Centauro", in Bellinzago Novarese[71]
    - Autoreparto "Centauro", in Novara
    - I Battaglione Servizi "Centauro" (quadro)[71], in Milano
    - II Battaglione Servizi "Centauro", in Civitavecchia
    - III Battaglione Servizi "Centauro", in Bellinzago Novarese

#### Divisione Fanteria"Legnano"

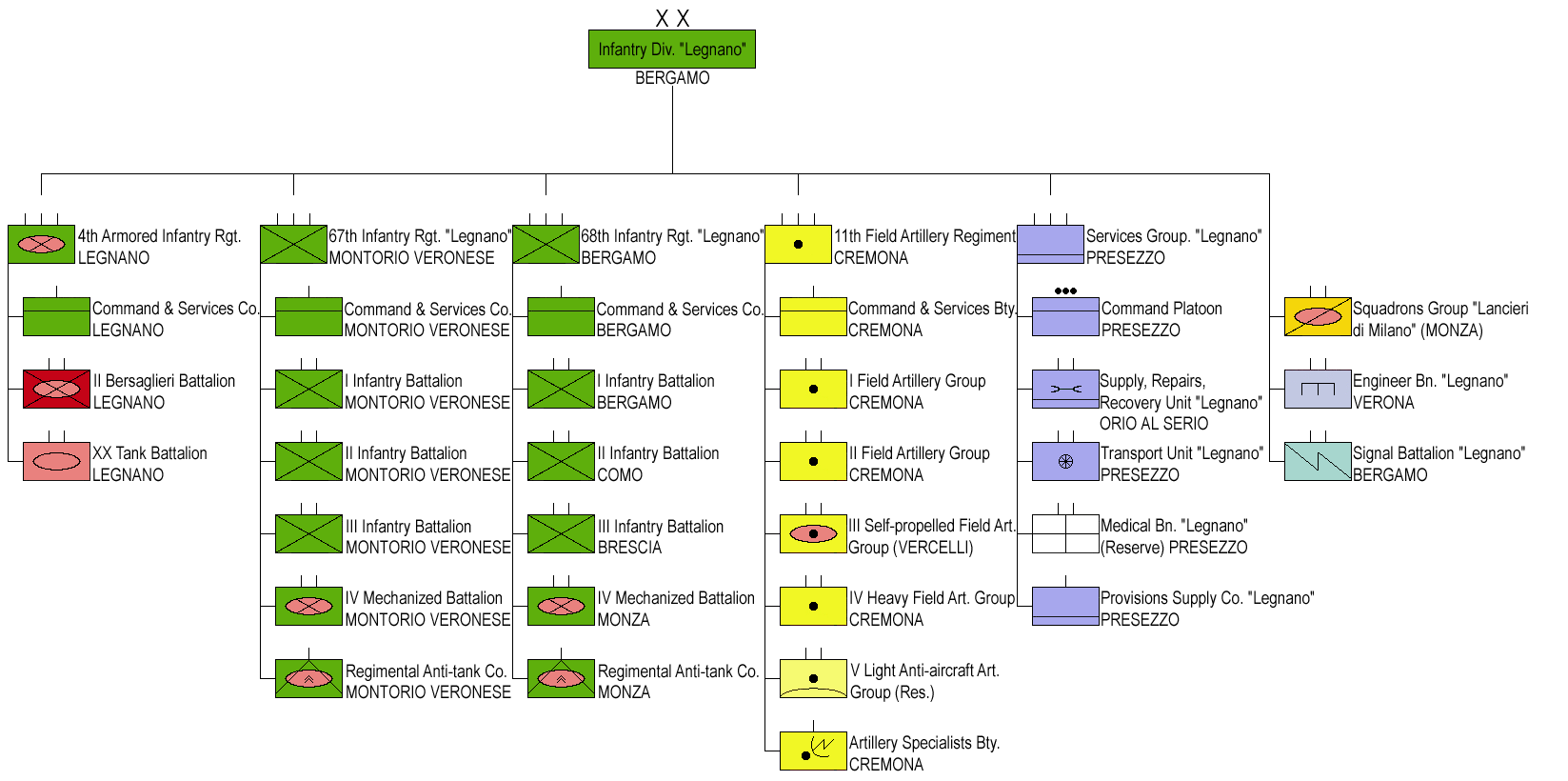
Divisione Fanteria "Legnano" in 1974

- Divisione Fanteria "Legnano", in Bergamo
  -  4º Reggimento fanteria corazzato, in Legnano[72]
    - Compagnia Comando e Servizi, in Legnano (incluso un plotone missili anticarro)
    - II Battaglione Bersaglieri, in Legnano (su M113)
    - XX Battaglione Carri, in Legnano (su M47)

  -  67º Reggimento fanteria "Legnano", in Montorio Veronese
    - Compagnia Comando e Servizi, in Montorio Veronese
    - I Battaglione Fanteria, in Montorio Veronese
    - II Battaglione Fanteria, in Montorio Veronese
    - III Battaglione Fanteria, in Montorio Veronese
    - IV Battaglione Meccanizzato, in Montorio Veronese (su M113 e M47)
    - Compagnia Controcarri Reggimentale, in Montorio Veronese (missili anticarro e M47)

  -  68º Reggimento Fanteria "Legnano", in Bergamo
    - Compagnia Comando e Servizi, in Bergamo
    - I Battaglione Fanteria, in Bergamo
    - II Battaglione Fanteria, in Como
    - III Battaglione Fanteria, in Brescia
    - IV Battaglione Meccanizzato, in Monza (su M113)
    - Compagnia Controcarri Reggimentale, in Monza (missili anticarro e M47)

  -  11º Reggimento Artiglieria da Campagna, in Cremona
    - Batteria Comando e Servizi, in Cremona
    - I Gruppo Artiglieria da Campagna, in Cremona (su obici trainati 100 mm M14/61)
    - II Gruppo Artiglieria da Campagna, in Cremona (su obici trainati 100 mm M14/61)
    - III Gruppo Artiglieria da Campagna Semovente, in Vercelli (su semovente d'artiglieria M7 105mm)
    - IV Gruppo Artiglieria Pesante Campale, in Cremona (su obici trainati M114 155mm)
    - V Gruppo Artiglieria Controaerei Leggera (quadro), in (?) (cannone antiaereo Bofors 40mm e mitragliatrice da 12,7mm Browning M2)[68]
    - Batteria Specialisti di Artiglieria, in Cremona

  - Gruppo Squadroni "Lancieri di Milano", in Monza (Fiat Campagnola veicolo fuoristrada da ricognizione e carri armati M47 Patton)[70]
  - Battaglione Genio Pionieri "Legnano", in Verona
  - Battaglione Trasmissioni "Legnano", in Bergamo
  - Raggruppamento Servizi "Legnano", in Presezzo[73]
    - Plotone Comando, in Presezzo
    - Reparto Rifornimenti, Riparazioni, Recuperi "Legnano", in Orio al Serio
    - Autoreparto "Legnano", in Presezzo
    - Battaglione Sanità "Legnano" (quadro), in Presezzo (incluso nel 5º Ospedale da campo)[74]
    - Compagnia Sussistenza "Legnano", in Presezzo

 Reparto aviazione leggera "Legnano", di Bergamo-Orio al Serio sciolto il 16 luglio 1972.

#### Divisione Fanteria"Cremona"

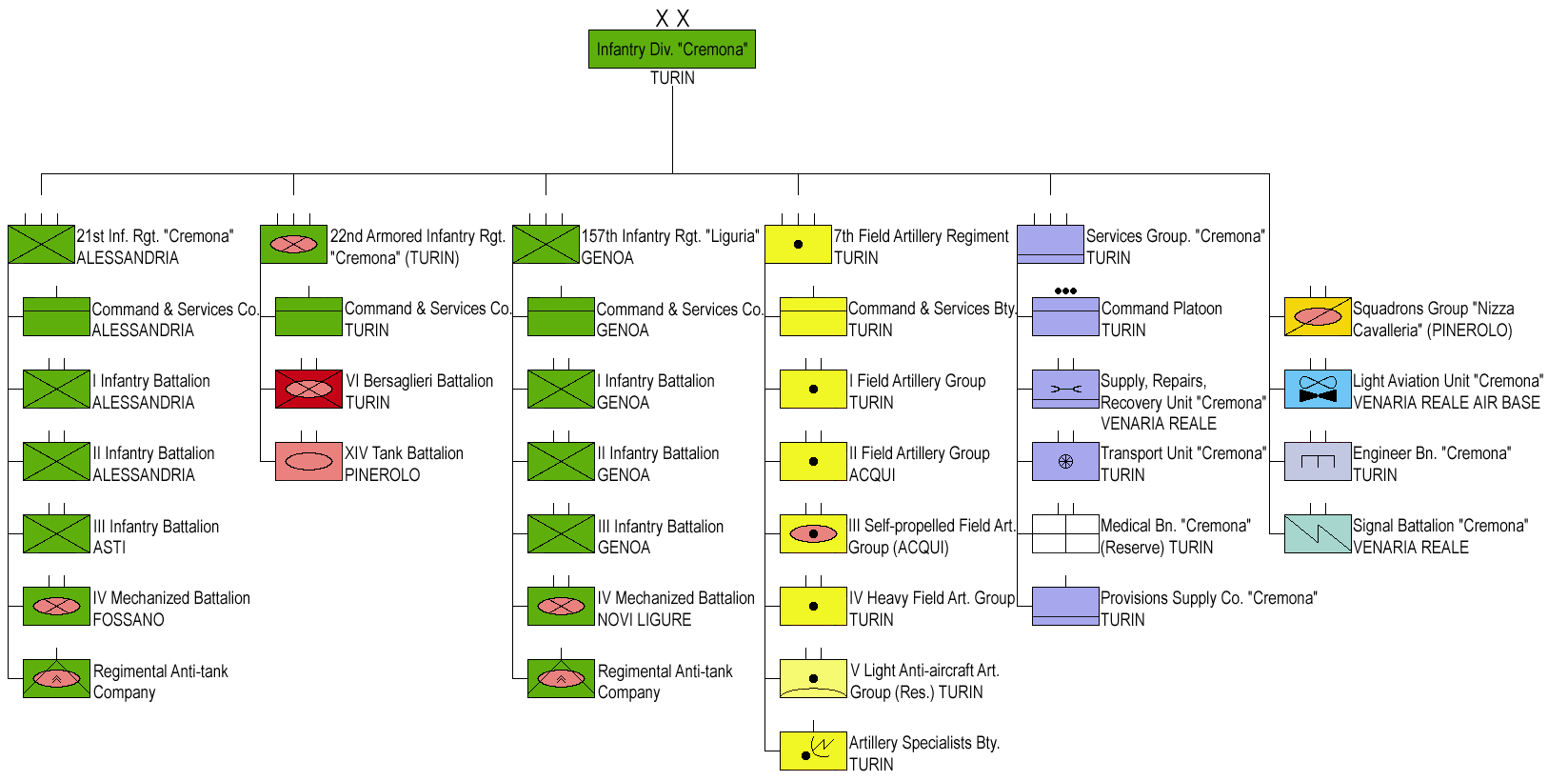
Divisione Fanteria "Cremona" in 1974

- Divisione fanteria "Cremona", in Torino
  -  21º Reggimento fanteria "Cremona", in Alessandria
    - Compagnia Comando e Servizi, in Alessandria
    - I Battaglione Fanteria, in Alessandria
    - II Battaglione Fanteria, in Alessandria
    - III Battaglione Fanteria, in Asti
    - IV Battaglione Meccanizzato, in Fossano (veicoli trasporto truppe M113 e carri M47)
    - Compagnia Controcarri Reggimentale, in (?) (missili anticarro e carri M47)

  -  22º Reggimento fanteria corazzato "Cremona", in Torino[75]
    - Compagnia Comando e Servizi, in Torino (incluso un plotone missili anticarro)
    - VI Battaglione Bersaglieri, in Torino (VTT M113)
    - XIV Battaglione Carri, in Pinerolo (carri armati M47 Patton)

  -  157º Reggimento Fanteria "Liguria", in Genova
    - Compagnia Comando e Servizi, in Genova
    - I Battaglione Fanteria, in Genova
    - II Battaglione Fanteria, in Genova
    - III Battaglione Fanteria, in Genova
    - IV Battaglione Meccanizzato, in Novi Ligure (veicoli trasporto truppe M113 e carri M47)
    - Compagnia Controcarri Reggimentale, in (?) (missili anticarro e carri M47)

  -  7º Reggimento Artiglieria da Campagna, in Torino[76]
    - Batteria Comando e Servizi, in Torino
    - I Gruppo Artiglieria da Campagna, in Torino (su obici trainati M14/61 105mm)
    - II Gruppo Artiglieria da Campagna, in Acqui (su obici trainati M14/61 105mm)
    - III Gruppo Artiglieria da Campagna Semovente, in Acqui (su semovente d'artiglieria M7 105mm  )
    - IV Gruppo Artiglieria Pesante Campale, in Torino (su obici trainati M114 155mm)
    - V Gruppo Artiglieria Controaerei Leggera (quadro), in Torino (cannone antiaereo Bofors 40mm e mitragliatrice da 12,7mm Browning M2)[68]
    - Batteria Specialisti di Artiglieria, in Torino

  - Gruppo Squadroni "Nizza Cavalleria", in Pinerolo[77] (Fiat Campagnola veicolo fuoristrada da ricognizione e carri armati M47 Patton)[70]
  - Reparto Aviazione Leggera "Cremona", presso l'Aeroporto di Venaria Reale[16] (su aerei leggeri L-19E Bird Dog e elicotteri AB 206 da ricognizione)
  - Battaglione Genio Pionieri "Cremona", in Torino
  - Battaglione Trasmissioni "Cremona", in Venaria Reale
  - Raggruppamento Servizi "Cremona", in Torino[78]
    - Plotone Comando, in Torino
    - Reparto Rifornimenti, Riparazioni, Recuperi "Cremona", in Venaria Reale
    - Autoreparto "Cremona", in Torino
    - Battaglione Sanità "Cremona" (quadro), in Torino
    - Compagnia Sussistenza "Cremona", in Torino

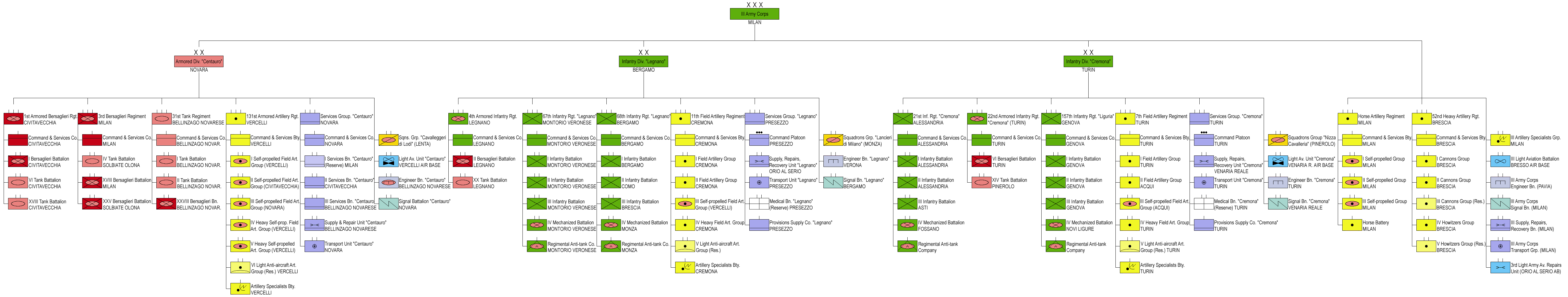
Struttura del III Corpo d'Armata nel 1974

### IV Corpo d'Armata Alpino
- IV Corpo d'armata alpino, a Bolzano / Bozen
  -  2º Reggimento alpini (CAR), in Cuneo[79]
    - Compagnia Comando e Servizi, a Cuneo
    - Battaglione Alpini "Orobica", a Cuneo
    - Battaglione Alpini "Tridentina", a Cuneo
    - Battaglione Alpini "Cadore", a Boves (sciolto il 30 Settembre 1972)
    - Battaglione Alpini "Taurinense", a Bra

  -  2º Reggimento Genio, in Bolzano / Bozen[80][81]
    - Compagnia Comando e Servizi, a Bolzano / Bozen
    - II Battaglione Genio Minatori, a Bolzano / Bozen
    - IV Battaglione Genio Pionieri, a Bolzano / Bozen
    - VII Battaglione Genio Pionieri, a Riva del Garda
    - XIV Battaglione Genio Pionieri di Corpo d'Armata, a Trento
    - 1ª Compagnia Teleferisti, a Trento
    - Compagnia Mista Fotoelettricisti-Mascheratori, a Trento

  -  Reggimento "Savoia Cavalleria" (3°), a Merano / Meran[82][83]
    - Squadrone Comando e Servizi, a Merano / Meran
    - I Gruppo Squadroni, a Merano / Meran(carri armati M47 Patton e veicoli trasporto truppe M113)
    - II Gruppo Squadroni, a Merano / Meran(carri armati M47 Patton e veicoli trasporto truppe M113)
    - III Gruppo Squadroni, a Merano / Meran (carri armati M47 Patton e veicoli trasporto truppe M113)

  -  4º Reggimento Artiglieria Pesante Campale, in Trento[61]
    - Batteria Comando e Servizi, a Trento
    - I Gruppo Obici da 155/23, a Trento (su obici trainati M114 155mm)
    - II Gruppo Obici da 155/23, a Trento (su obici trainati M114 155mm)
    - III Gruppo Obici da 155/23 (quadro), a Trento (su obici trainati M114 155mm)

  -  9º Reggimento Artiglieria Pesante, a Trento (sciolto il 30 settembre 1973, i due gruppi di obici M59 furono trasferiti al 4º reggimento di artiglieria da campo pesante e il gruppo di obici M115 al 52º reggimento di artiglieria pesante)[84]
    - Batteria Comando e Servizi, a Trento
    - I Gruppo Obici da 203/25, a Trento (su obici trainati M115 203mm)
    - II Gruppo Cannoni da 155/45, a Trento (su obici trainati M59 155mm)
    - III Gruppo Cannoni da 155/45, a Trento (su obici trainati M59 155mm)

  - III Gruppo Artiglieria da Campagna Semovente, a Trento (su semovente d'artiglieria M7 105mm)
  - IV Gruppo Specialisti di Artiglieria, a Trento
  - IV Reparto Aviazione Leggera, presso l'aeroporto di Bolzano / Bozen[15][16] (L-21B Super Cub)
  - IV Reparto Elicotteri di Uso Generale, presso l'aeroporto di Bolzano / Bozen[15][16] (AB 204/205 elicotteri)
  - IV Battaglione Trasmissioni di Corpo d'Armata, a Bolzano / Bozen
  - IV Autogruppo di Corpo d'Armata, ad Appiano sulla Strada del Vino / Eppan
  - IV Reparto Rifornimenti, Riparazioni, Recuperi, a Bolzano / Bozen
  - VII Battaglione Carabinieri Meccanizzato "Trentino-Alto Adige", a Laives / Leifers  (carri armati M47 Patton e veicoli trasporto truppe M113)
  - Compagnia Alpini Paracadutisti, a Bolzano / Bozen

#### Brigata Alpina"Taurinense"

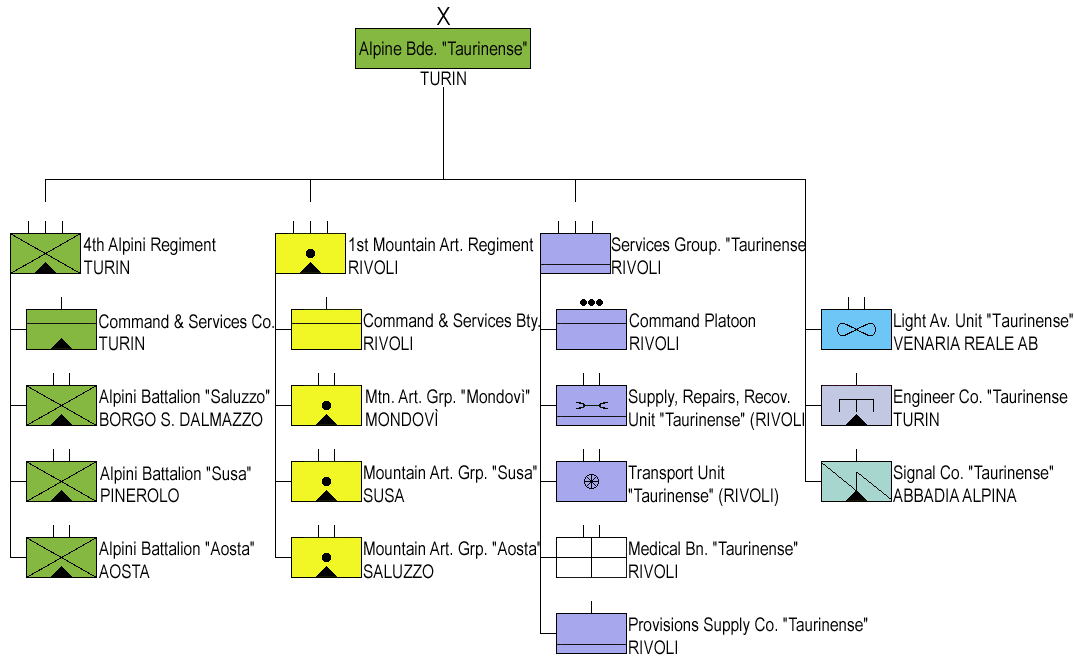
Brigata Alpina "Taurinense" in 1974

- Brigata alpina "Taurinense", a Torino
  -  4º Reggimento alpini, in Torino[85]
    - Compagnia Comando e Servizi, in Torino
    - Battaglione Alpini "Saluzzo", a Borgo San Dalmazzo
    - Battaglione Alpini "Susa", a Pinerolo
    - Battaglione Alpini "Aosta", a Aosta

  -  1º Reggimento Artiglieria da Montagna, a Rivoli[86]
    - Batteria Comando e Servizi, a Rivoli
    - Gruppo Artiglieria da Montagna "Mondovì", a Mondovì (su obici trainati M56 105mm)
    - Gruppo Artiglieria da Montagna "Susa", a Susa (su obici trainati M56 105mm)
    - Gruppo Artiglieria da Montagna "Aosta", a Saluzzo (su obici trainati M56 105mm)

  - Reparto Aviazione Leggera "Taurinense", di Venaria Reale[15][16] (L-19E Bird Dog)
  - Compagnia Genio Pionieri Alpini "Taurinense", a Torino
  - Compagnia Trasmissioni Alpini "Taurinense", a Abbadia Alpina
  - Raggruppamento Servizi "Taurinense", a Rivoli[87]
    - Plotone Comando, a Rivoli
    - Reparto Rifornimenti, Riparazioni, Recuperi "Taurinense", a Rivoli
    - Battaglione Sanità "Taurinense", a Rivoli
    - Autoreparto "Taurinense", a Rivoli
    - Compagnia Sussistenza "Taurinense", a Rivoli

#### Brigata Alpina"Orobica"

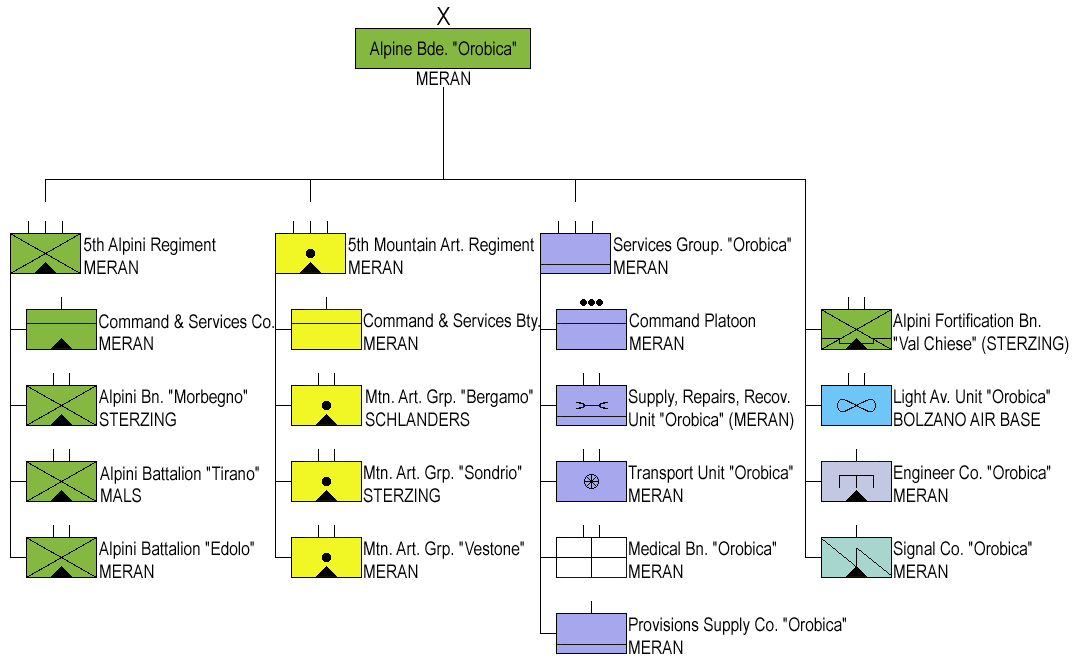
Brigata Alpina "Orobica" in 1974

- Brigata alpina "Orobica", a Merano / Meran
  -  5º Reggimento Alpini, a Merano /Meran[88]
    - Compagnia Comando e Servizi, a Merano / Meran
    - Battaglione Alpini "Morbegno", a Vipiteno / Sterzing
    - Battaglione Alpini "Tirano", a Malles Venosta / Mals e Glorenza / Glurns
    - Battaglione Alpini "Edolo", a Merano / Meran

  -  5º Reggimento Artiglieria da Montagna, in Merano / Meran[89]
    - Batteria Comando e Servizi, in Merano / Meran
    - Gruppo Artiglieria da Montagna "Bergamo", a Silandro / Schlanders (su obici trainati M56 105mm)
    - Gruppo Artiglieria da Montagna "Sondrio", a Vipiteno / Sterzing (su obici trainati M56 105mm)
    - Gruppo Artiglieria da Montagna "Vestone", a Merano (Meran (su obici trainati M56 105mm)

  - Battaglione Alpini d'Arresto "Val Chiese", a Silandro / Schlanders e Glorenza / Glurns
  - Reparto Aviazione Leggera "Orobica", presso l'aeroporto di Bolzano / Bozen[16] (L-19E Bird Dog)
  - Compagnia Genio Pionieri Alpini "Orobica", a Merano / Meran
  - Compagnia Trasmissioni Alpini "Orobica", a Merano / Meran
  - Raggruppamento Servizi "Orobica", a Merano / Meran
    - Plotone Comando, in Merano / Meran
    - Reparto Rifornimenti, Riparazioni, Recuperi "Orobica", a Merano / Meran
    - Battaglione Sanità "Orobica", a Merano / Meran
    - Autoreparto "Orobica", a Merano / Meran
    - Compagnia Sussistenza "Orobica", a Merano / Meran

#### Brigata Alpina"Tridentina"

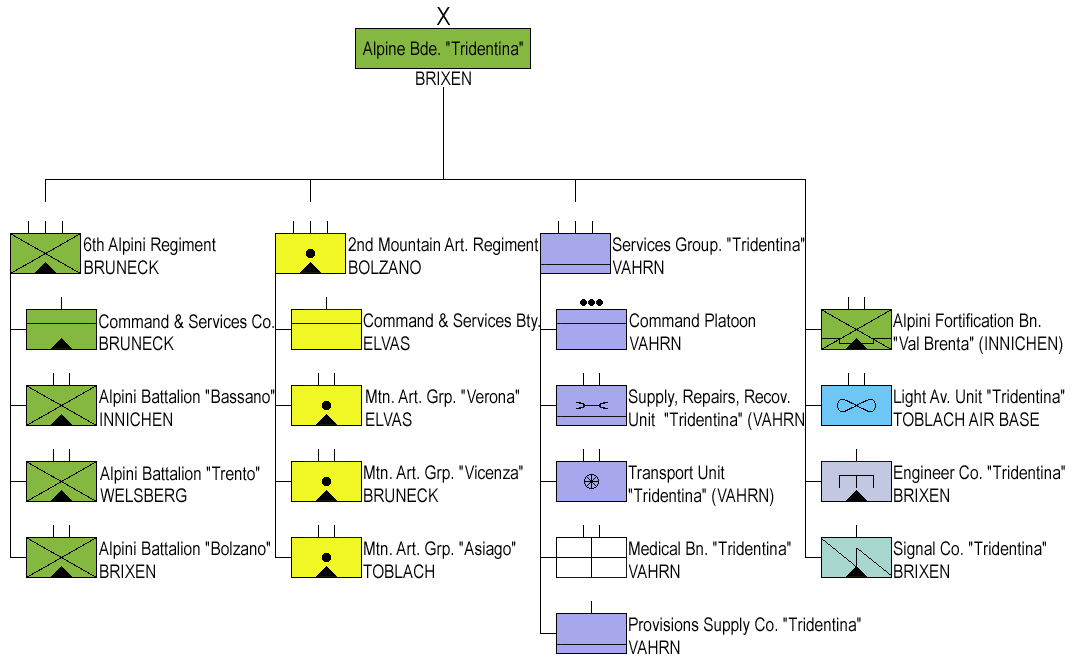
Brigata Alpina "Tridentina" in 1974

- Brigata alpina "Tridentina", a Bressanone / Brixen
  -  6º Reggimento alpini, in Brunico / Bruneck[90]
    - Compagnia Comando e Servizi, a Brunico / Bruneck
    - Battaglione Alpini "Bassano", a San Candido / Innichen
    - Battaglione Alpini "Trento", a Monguelfo-Tesido / Welsberg-Taisten
    - Battaglione Alpini "Bolzano", a Bressanone / Brixen

  -  2º Reggimento Artiglieria da Montagna, in Bolzano / Bozen[91]
    - Batteria Comando e Servizi, a Elvas
    - Gruppo Artiglieria da Montagna "Verona", a Elvas (su obici trainati M56 105mm)
    - Gruppo Artiglieria da Montagna "Vicenza", a Brunico / Bruneck (su obici trainati M56 105mm)
    - Gruppo Artiglieria da Montagna "Asiago", a Dobbiaco / Toblach su obici trainati M56 105mm)

  - Battaglione Alpini d'Arresto "Val Brenta", a San Candido / Innichen
  - Reparto Aviazione Leggera "Tridentina", presso l'aeroporto di Dobbiaco / Toblach[16] (L-19E Bird Dog)
  - Compagnia Genio Pionieri Alpini "Tridentina", a Bressanone / Brixen
  - Compagnia Trasmissioni Alpini "Tridentina", in Bressanone / Brixen
  - Raggruppamento Servizi "Tridentina", a Varna / Vahrn[92]
    - Plotone Comando, a Varna / Vahrn
    - Reparto Rifornimenti, Riparazioni, Recuperi "Tridentina", a Varna / Vahrn
    - Battaglione Sanità "Tridentina", a Varna / Vahrn
    - Autoreparto "Tridentina", a Varna / Vahrn
    - Compagnia Sussistenza "Tridentina", a Varna / Vahrn

#### Comando Truppe Carnia-Cadore
Il Comando Truppe Carnia-Cadore era responsabile della difesa delle zone del Cadore e della Carnia.
- Comando Truppe Carnia-Cadore, a San Daniele del Friuli
  - VII Battaglione Trasmissioni di Corpo d'Armata, a Bassano del Grappa
  - VII Reparto Aviazione Leggera, presso l'aeroporto di Udine-Campoformido[16]

##### Brigata Alpina"Cadore"

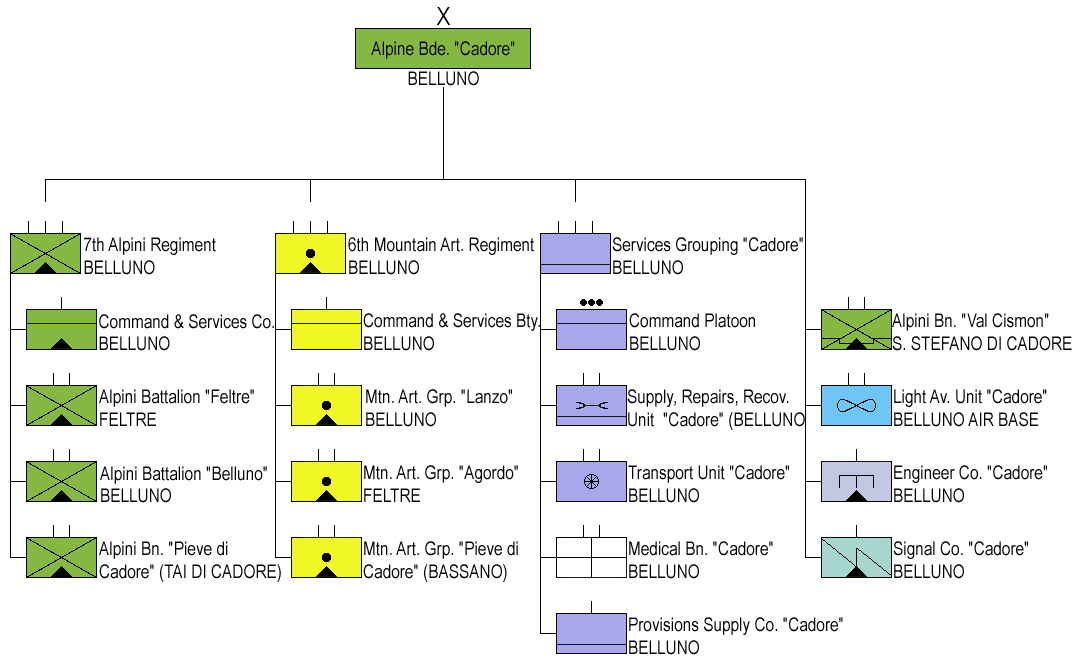
Brigata Alpina "Cadore" in 1974

- Brigata alpina "Cadore", a Belluno
  -  7º Reggimento alpini, a Belluno[93]
    - Compagnia Comando e Servizi, a Belluno
    - Battaglione Alpini "Feltre", a Feltre / Strigno
    - Battaglione Alpini "Belluno", a Belluno / Agordo
    - Battaglione Alpini "Pieve di Cadore", a Tai di Cadore

  -  6º Reggimento Artiglieria da Montagna, a Belluno[94]
    - Batteria Comando e Servizi, a Belluno
    - Gruppo Artiglieria da Montagna "Lanzo", a Belluno (su obici trainati M56 105mm)
    - Gruppo Artiglieria da Montagna "Agordo", a Feltre (su obici trainati M56 105mm)
    - Gruppo Artiglieria da Montagna "Pieve di Cadore", a Bassano del Grappa (su obici trainati M56 105mm)

  - Battaglione Alpini "Val Cismon", a Santo Stefano di Cadore
  - Reparto Aviazione Leggera "Cadore", presso l'aeroporto di Belluno[15][16] (L-19E Bird Dog)
  - Compagnia Genio Pionieri Alpini "Cadore", a Belluno
  - Compagnia Trasmissioni Alpini "Cadore", a Belluno
  - Raggruppamento Servizi "Cadore", a Belluno[95]
    - Plotone Comando, a Belluno
    - Reparto Rifornimenti, Riparazioni, Recuperi "Cadore", a Belluno
    - Battaglione Sanità "Cadore", a Belluno
    - Autoreparto "Cadore", a Belluno
    - Compagnia Sussistenza "Cadore", a Belluno

##### Brigata Alpina"Julia"

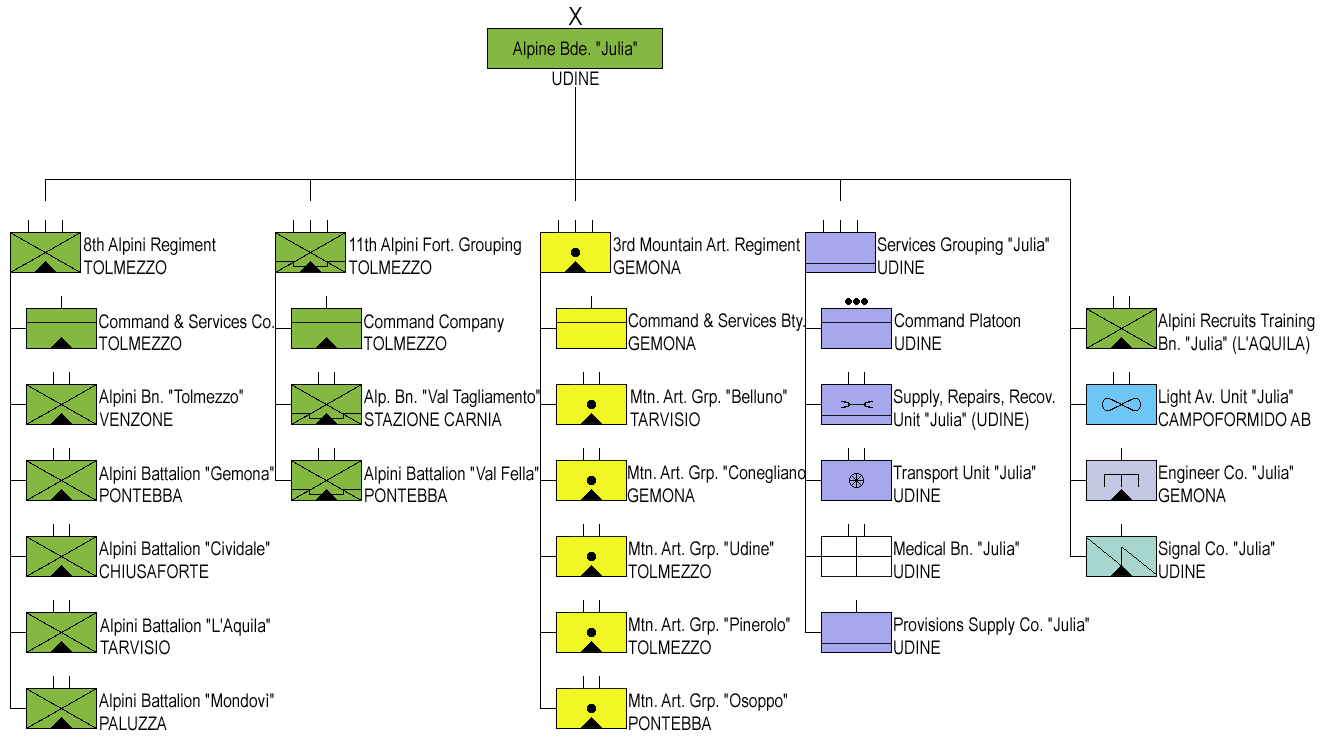
Brigata Alpina "Julia" in 1974

- Brigata alpina "Julia", a Udine
  -  8º Reggimento Alpini, in Tolmezzo[96]
    - Compagnia Comando e Servizi, a Tolmezzo
    - Battaglione Alpini "Tolmezzo", a Venzone / Moggio Udinese
    - Battaglione Alpini "Gemona", a Pontebba / Ugovizza
    - Battaglione Alpini "Cividale", a Chiusaforte
    - Battaglione Alpini "L'Aquila", a Tarvisio
    - Battaglione Alpini "Mondovì", a Paluzza / Paularo / Forni Avoltri

  -  11º Raggruppamento Alpini d'Arresto, a Tolmezzo
    - Compagnia Comando, a Tolmezzo
    - Battaglione Alpini "Val Tagliamento", a Stazione Carnia / Cavazzo Carnico / Tolmezzo / Paluzza
    - Battaglione Alpini "Val Fella", a Pontebba / Ugovizza

  -  3º Reggimento Artiglieria da Montagna, a Gemona del Friuli[97]
    - Batteria Comando e Servizi, a Gemona
    - Gruppo Artiglieria da Montagna "Belluno", a Tarvisio (su obici trainati M56 105mm)[97]
    - Gruppo Artiglieria da Montagna "Conegliano", a Gemona del Friuli (su obici trainati M56 105mm)[97]
    - Gruppo Artiglieria da Montagna "Udine", a Tolmezzo (su obici trainati M56 105mm)[97]
    - Gruppo Artiglieria da Montagna "Pinerolo", a Tolmezzo / Paularo (su obici trainati M56 105mm)[97]
    - Gruppo Artiglieria da Montagna "Osoppo", a Pontebba (su obici trainati M56 105mm)[97]

  - Battaglione Alpini Addestramento Reclute "Julia", a L'Aquila / Teramo
  - Reparto Aviazione Leggera "Julia", presso l'aeroporto di Udine-Campoformido[16] (L-19E Bird Dog)
  - Compagnia Genio Pionieri Alpini "Julia", Gemona
  - Compagnia Trasmissioni Alpini "Julia", a Udine
  - Raggruppamento Servizi "Julia", a Udine[98]
    - Plotone Comando, a Udine
    - Reparto Rifornimenti, Riparazioni, Recuperi "Julia", a Udine
    - Battaglione Sanità "Julia", a Udine
    - Autoreparto "Julia", a Udine
    - Compagnia Sussistenza "Julia", a Udine

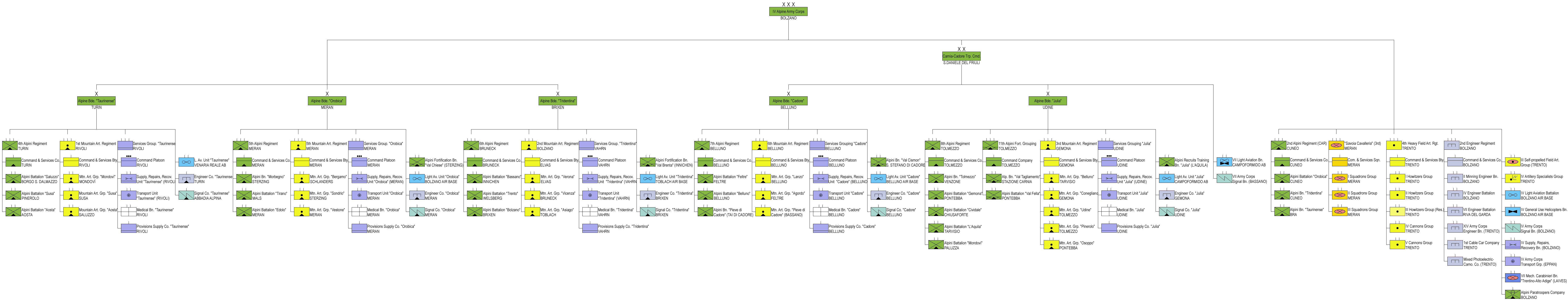
Structure of the IV Corpo d'Armata Alpino in 1974

### V Corpo d'Armata
- V Corpo d'armata, a Vittorio Veneto
  -  Reggimento Lagunari "Serenissima", a Venezia Lido[99]
    - Compagnia Comando e Servizi, a Venezia Lido
    - Battaglione Anfibio "Marghera", a Venezia Malcontenta
    - Battaglione Anfibio "Piave", a Mestre
    - Battaglione Anfibio "Isonzo", a Villa Vicentina
    - XXII Battaglione Carri, a San Vito al Tagliamento (carri armati M47 Patton)
    - Compagnia Trasmissioni, a Venezia Lido
    - Compagnia Trasporti Anfibi, a Isola di Sant'Andrea / Ca' Vio

  -  27º Reggimento Artiglieria Pesante Semovente, in Udine[100]
    - Batteria Comando e Servizi, a Udine
    - I Gruppo Semovente da 175/60, a Udine (M107 175mm  semovente d'artiglieria)
    - II Gruppo Semovente da 175/60, a Udine (M107 175mm semovente d'artiglieria)
    - III Gruppo Semovente da 175/60, a Udine (M107 175mm semovente d'artiglieria)

  -  41º Reggimento Artiglieria Pesante Campale, in Padova[61][101]
    - Batteria Comando e Servizi, a Padova
    - I Gruppo Cannoni da 155/45, a Padova (M59 155mm obice trainato)
    - II Gruppo Obici da 155/23, a Padova (M114 155mm obice trainato)
    - III Gruppo Obici da 155/23, a Padova (M114 155mm obice trainato)

  -  3º Reggimento Guastatori d'Arresto, in Orcenico Superiore[102]
    - Compagnia Comando e Servizi, a Orcenico Superiore
    - XXX Battaglione Guastatori d'Arresto, a Orcenico Superiore
    - XXXI Battaglione Guastatori d'Arresto, a Orcenico Superiore

  -  5º Reggimento Genio, in Udine[103]
    - Compagnia Comando e Servizi, a Udine
    - I Battaglione Genio Minatori, a Udine
    - IV Battaglione Genio Minatori, a Udine
    - V Battaglione Genio Pionieri di Corpo d'Armata, a Udine
    - 2ª Compagnia Fotoelettricisti, a Udine
    - 2ª Compagnia Mascheratori, a Udine

  - V Gruppo Specialisti di Artiglieria, a Cordenons
  - V Reparto Aviazione Leggera, presso l'aeroporto di Casarsa[16] (L-21B Super Cub)
  - V Reparto Elicotteri di Uso Generale, presso l'aeroporto di Casarsa[16] (AB 204/205 elicotteri)
  - V Battaglione Trasmissioni di Corpo d'Armata, a Codroipo
  - V Autogruppo di Corpo d'Armata, a Montorio Veronese
  - V Reparto Rifornimenti, Riparazioni, Recuperi, a Pordenone
  - XIII Battaglione Carabinieri Meccanizzato "Friuli-Venezia Giulia", a Gorizia

#### Divisione Corazzata"Ariete"

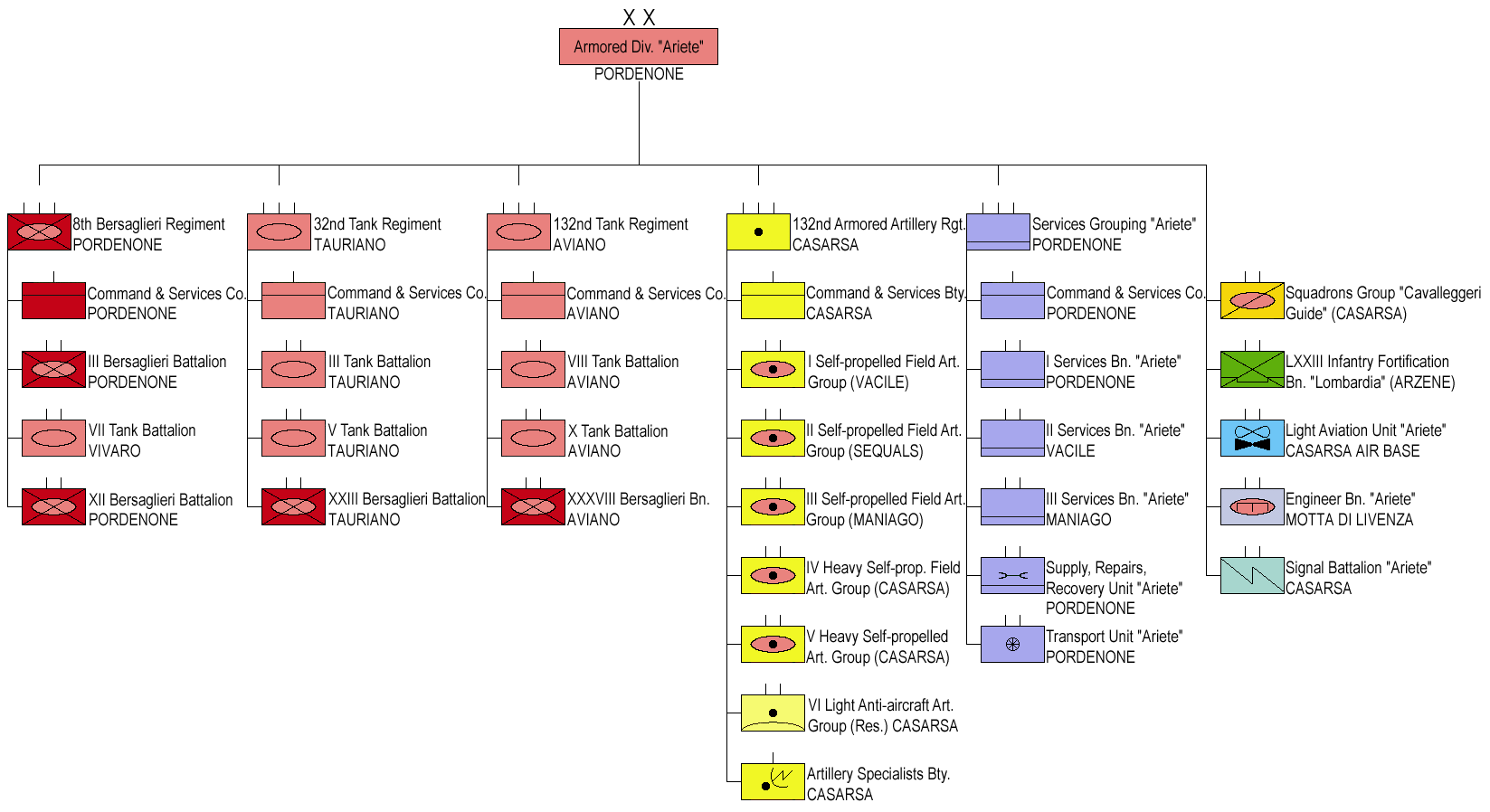
Divisione Corazzata "Ariete" in 1974

- Divisione corazzata "Ariete", a Pordenone
  -  8º Reggimento bersaglieri, a Pordenone[104]
    - Compagnia Comando e Servizi, a Pordenone (incluso plotone missili anticarro)
    - III Battaglione Bersaglieri, a Pordenone (Veicolo Trasporto truppe M113)
    - VII Battaglione Carri, a Vivaro (carri da combattimento M60A1 Patton)
    - XII Battaglione Bersaglieri, a Pordenone (Veicolo Trasporto truppe M113)

  -  32º Reggimento carri, a Tauriano[105]
    - Compagnia Comando e Servizi, a Tauriano (incluso plotone missili anticarro)
    - III Battaglione Carri, a Tauriano (carri da combattimento M60A1 Patton)
    - V Battaglione Carri, a Tauriano (carri da combattimento M60A1 Patton)
    - XXIII Battaglione Bersaglieri, a Tauriano (veicoli trasporto truppe M113)

  -  132º Reggimento carri, a Aviano[106]
    - Compagnia Comando e Servizi, a Aviano (incluso plotone missili anticarro)
    - VIII Battaglione Carri, a Aviano (carri da combattimento M60A1 Patton)
    - X Battaglione Carri, a Aviano (carri da combattimento M60A1 Patton)
    - XXXVIII Battaglione Bersaglieri, a Aviano (veicolo trasporto truppe M113)

  -  132º Reggimento Artiglieria Corazzata, a Casarsa della Delizia[107]
    - Batteria Comando e Servizi, a Casarsa della Delizia
    - I Gruppo Artiglieria da Campagna Semovente, a Sacile (semoventi M109G 155mm)
    - II Gruppo Artiglieria da Campagna Semovente, a Sequals (M109G 155mm semovente d'artiglieria)
    - III Gruppo Artiglieria da Campagna Semovente, a Maniago (M109G 155mm semovente d'artiglieria)
    - IV Gruppo Artiglieria Pesante Campale Semovente, a Casarsa della Delizia (M109G 155mm semovente d'artiglieria)
    - V Gruppo Artiglieria Pesante Semovente, a Casarsa della Delizia (semoventi M55 203mm )
    - VI Gruppo Artiglieria Controaerei Leggera (quadro), a Casarsa della Delizia (cannone antiaereo Bofors 40mm e mitragliatrice da 12,7mm Browning M2)[68]
    - Batteria Specialisti di Artiglieria, a Casarsa della Delizia

  - Gruppo Squadroni "Cavalleggeri Guide", a Casarsa della Delizia[108] (Fiat Campagnola veicolo fuoristrada da ricognizione e carri M47 Patton)[70]
  - LXXIII Battaglione Fanteria d'Arresto "Lombardia", a Arzene / Latisana[109]
  - Reparto Aviazione Leggera "Ariete", presso l'aeroporto di Casarsa[16] (su aerei leggeri L-19E Bird Dog e elicotteri AB 206 da ricognizione)
  - Battaglione Genio Pionieri "Ariete", a Motta di Livenza
  - Battaglione Trasmissioni "Ariete", a Casarsa della Delizia
  - Raggruppamento Servizi "Ariete", a Pordenone
    - Compagnia Comando e Servizi, a Pordenone
    - Reparto Rifornimenti, Riparazioni, Recuperi "Ariete", a Pordenone
    - Autoreparto "Ariete", a Pordenone
    - I Battaglione Servizi "Ariete", a Pordenone
    - II Battaglione Servizi "Ariete", a Vacile
    - III Battaglione Servizi "Ariete", a Maniago

#### Divisione Fanteria"Folgore"

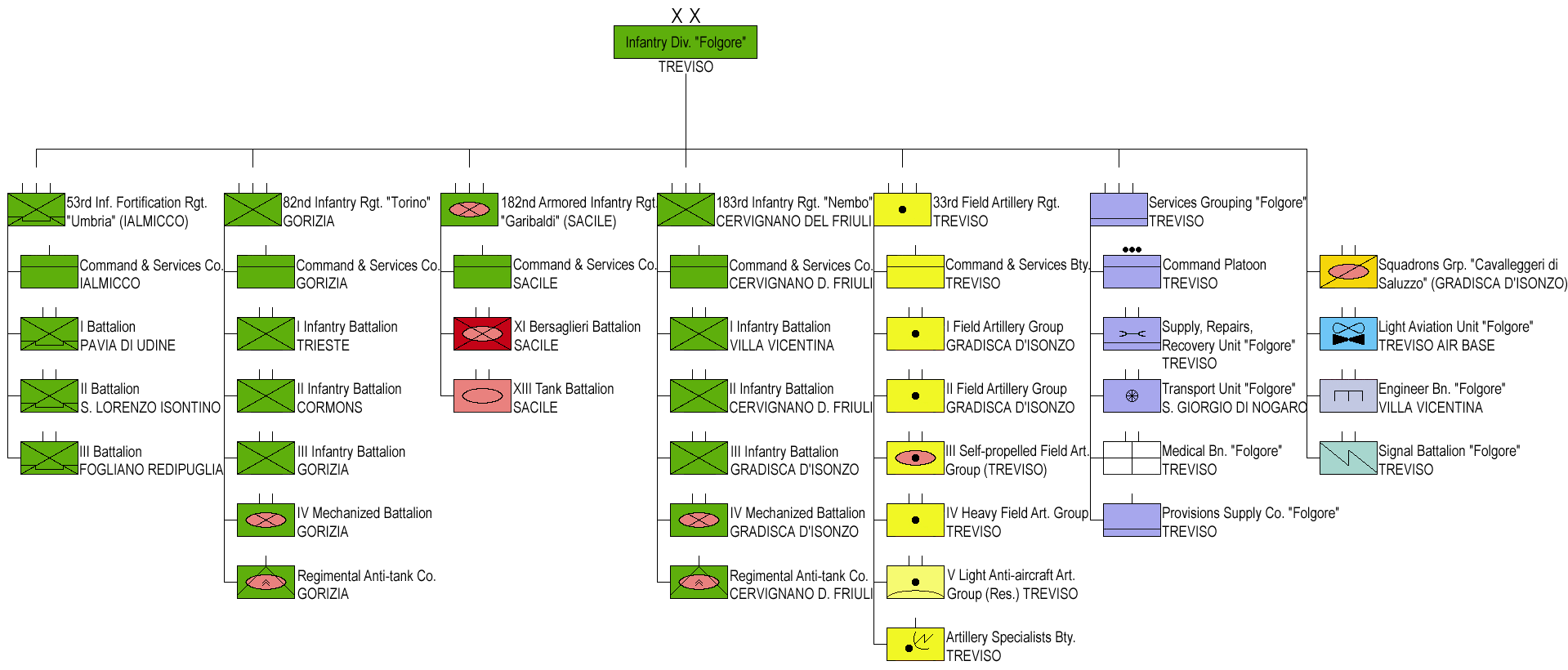
Divisione Fanteria "Folgore" in 1974

- Divisione fanteria "Folgore", a Treviso
  -  53º Reggimento Fanteria d'Arresto "Umbria", a Ialmicco[110]
    - Compagnia Comando e Servizi, a Ialmicco
    - I Battaglione, a Pavia di Udine / Brazzano
    - II Battaglione, a San Lorenzo Isontino / Farra d'Isonzo / Lucinico
    - III Battaglione, a Fogliano Redipuglia / Perteole

  -  82º Reggimento Fanteria "Torino", a Gorizia
    - Compagnia Comando e Servizi, a Gorizia
    - I Battaglione Fanteria, a Trieste
    - II Battaglione Fanteria, a Cormons
    - III Battaglione Fanteria, a Gorizia
    - IV Battaglione Meccanizzato, a Gorizia (veicoli trasporto truppe M113 e carri M47)
    - Compagnia Controcarri Reggimentale, in Gorizia (missili anticarro e carri M47)

  -  182º Reggimento fanteria corazzato "Garibaldi", in Sacile[111]
    - Compagnia Comando e Servizi, a Sacile (incluso plotone missili anticarro)
    - XI Battaglione Bersaglieri, a Sacile (Veicolo Trasporto truppe M113)
    - XIII Battaglione Carri, a Sacile (carri M47 Patton)

  -  183º Reggimento Fanteria "Nembo", a Cervignano del Friuli
    - Compagnia Comando e Servizi, a Cervignano del Friuli
    - I Battaglione Fanteria, a Villa Vicentina
    - II Battaglione Fanteria, a Cervignano del Friuli
    - III Battaglione Fanteria, a Gradisca d'Isonzo
    - IV Battaglione Meccanizzato, a Gradisca d'Isonzo (veicoli trasporto truppe M113 e carri M47)
    - Compagnia Controcarri Reggimentale, in Cervignano del Friuli (missili anticarro e carri M47)

  -  33º Reggimento Artiglieria da Campagna, a Treviso[112]
    - Batteria Comando e Servizi, in Treviso
    - I Gruppo Artiglieria da Campagna, a Gradisca d'Isonzo (M14/61 105mm obice trainato)
    - II Gruppo Artiglieria da Campagna, a Gradisca d'Isonzo (M14/61 105mm obice trainato)
    - III Gruppo Artiglieria da Campagna Semovente, a Treviso (M7 105mm  semovente d'artiglieria)
    - IV Gruppo Artiglieria Pesante Campale, a Treviso (M114 155mm obice trainato)
    - V Gruppo Artiglieria Controaerei Leggera (quadro), a Treviso (cannone antiaereo Bofors 40mm e mitragliatrice da 12,7mm Browning M2)[68]
    - Batteria Specialisti di Artiglieria, a Treviso

  - Gruppo Squadroni "Cavalleggeri di Saluzzo", a Gradisca d'Isonzo (Fiat Campagnola veicolo fuoristrada da ricognizione e carri M47 Patton)[70]
  - Reparto Aviazione Leggera "Folgore", presso l'aeroporto di Treviso-Sant'Angelo[16] (su aerei leggeri L-19E Bird Dog e elicotteri AB 206 da ricognizione)
  - Battaglione Genio Pionieri "Folgore", a Villa Vicentina
  - Battaglione Trasmissioni "Folgore", in Treviso
  - Raggruppamento Servizi "Folgore", a Treviso[113]
    - Plotone Comando, a Treviso
    - Reparto Rifornimenti, Riparazioni, Recuperi "Folgore", a Treviso
    - Autoreparto "Folgore", a San Giorgio di Nogaro
    - Battaglione Sanità "Folgore", a Treviso
    - Compagnia Sussistenza "Folgore", a Treviso

#### Divisione Fanteria"Mantova"

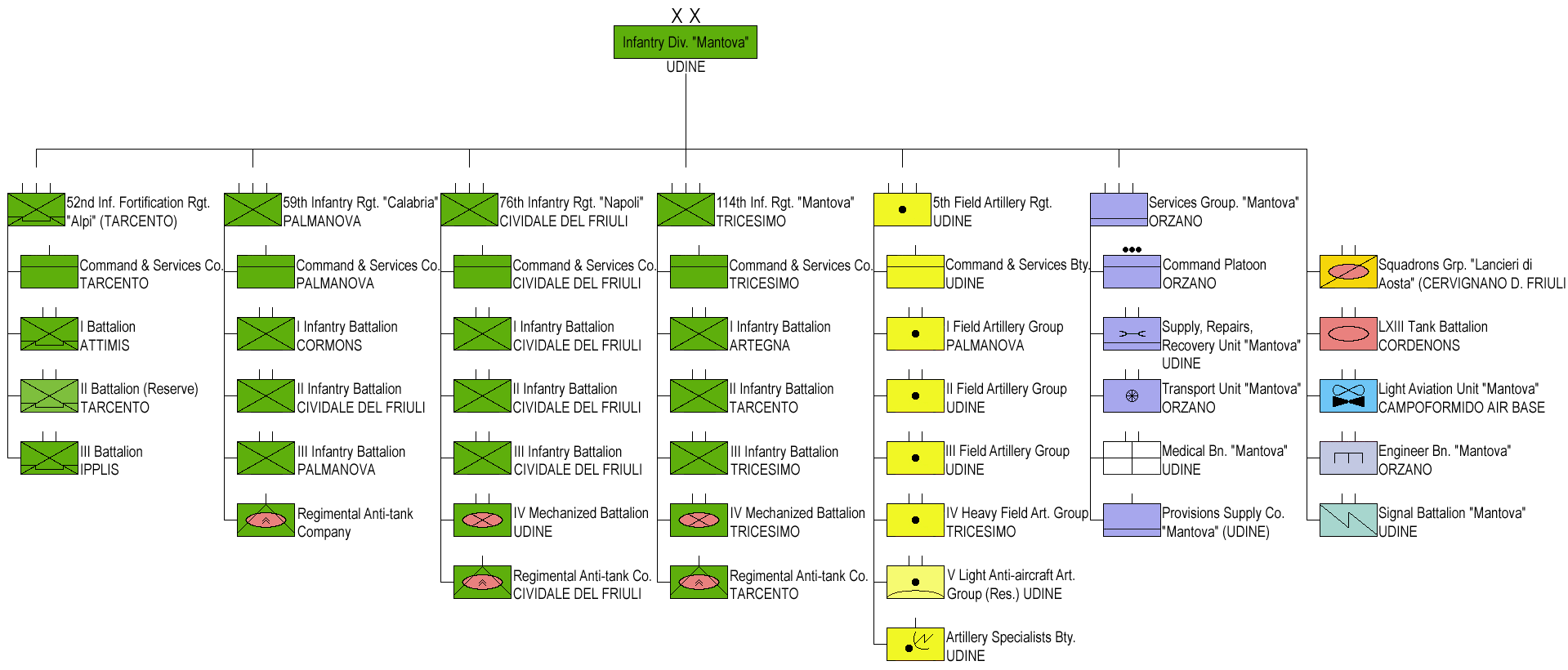
Divisione Fanteria "Mantova" in 1974

- Divisione fanteria "Mantova", a Udine
  -  52º Reggimento Fanteria d'Arresto "Alpi", a Tarcento
    - Compagnia Comando e Servizi, a Tarcento
    - I Battaglione, a Attimis / Tarcento / Grupignano
    - II Battaglione (quadro), a Tarcento
    - III Battaglione, a Ipplis / Purgessimo

  -  59º Reggimento Fanteria "Calabria", in Palmanova[114]
    - Compagnia Comando e Servizi, in Palmanova
    - I Battaglione Fanteria, a Cormons
    - II Battaglione Fanteria, a Cividale del Friuli
    - III Battaglione Fanteria, a Palmanova
    - Compagnia Controcarri Reggimentale, in (?) (missili anticarro e carri M47)

  -  76º Reggimento Fanteria "Napoli", in Cividale del Friuli
    - Compagnia Comando e Servizi, in Cividale del Friuli
    - I Battaglione Fanteria, a Cividale del Friuli
    - II Battaglione Fanteria, a Cividale del Friuli
    - III Battaglione Fanteria, a Cividale del Friuli
    - IV Battaglione Meccanizzato, a Udine (veicoli trasporto truppe M113 e carri M47)
    - Compagnia Controcarri Reggimentale, a Cividale del Friuli (missili anticarro e carri M47)

  -  114º Reggimento Fanteria "Mantova", a Tricesimo
    - Compagnia Comando e Servizi, a Tricesimo
    - I Battaglione Fanteria, a Artegna
    - II Battaglione Fanteria, a Tarcento
    - III Battaglione Fanteria, a Tricesimo
    - IV Battaglione Meccanizzato, a Tricesimo (veicoli trasporto truppe M113 e carri M47)
    - Compagnia Controcarri Reggimentale, a Tarcento (missili anticarro e carri M47)

  -  5º Reggimento Artiglieria da Campagna, a Udine[115]
    - Batteria Comando e Servizi, a Udine
    - I Gruppo Artiglieria da Campagna, a Palmanova (M14/61 105mm obice trainato)
    - II Gruppo Artiglieria da Campagna, a Udine (M14/61 105mm obice trainato)
    - III Gruppo Artiglieria da Campagna, a Udine (M14/61 105mm obice trainato)
    - IV Gruppo Artiglieria Pesante Campale, a Tricesimo (M114 155mm obice trainato)
    - V Gruppo Artiglieria Controaerei Leggera (quadro), a Udine (cannone antiaereo Bofors 40mm e mitragliatrice da 12,7mm Browning M2)[68]
    - Batteria Specialisti di Artiglieria, a Udine

  - Gruppo Squadroni "Lancieri di Aosta", a Cervignano del Friuli (Fiat Campagnola veicolo fuoristrada da ricognizione e carri M47 Patton)[70][116]
  - LXIII Battaglione Carri, a Cordenons (carri M47 Patton)
  - Reparto Aviazione Leggera "Mantova", presso l'Aeroporto di Udine-Campoformido[16] (su aerei leggeri L-19E Bird Dog e elicotteri AB 206 da ricognizione)
  - Battaglione Genio Pionieri "Mantova", a Orzano di Remanzacco
  - Battaglione Trasmissioni "Mantova", a Udine
  - Raggruppamento Servizi "Mantova", a Orzano di Remanzacco[117]
    - Plotone Comando, a Orzano di Remanzacco
    - Reparto Rifornimenti, Riparazioni, Recuperi "Mantova", in Udine
    - Autoreparto "Mantova", a Orzano di Remanzacco
    - Battaglione Sanità "Mantova", a Udine
    - Compagnia Sussistenza "Mantova", a Udine

#### Brigata Cavalleria"Pozzuolo del Friuli"

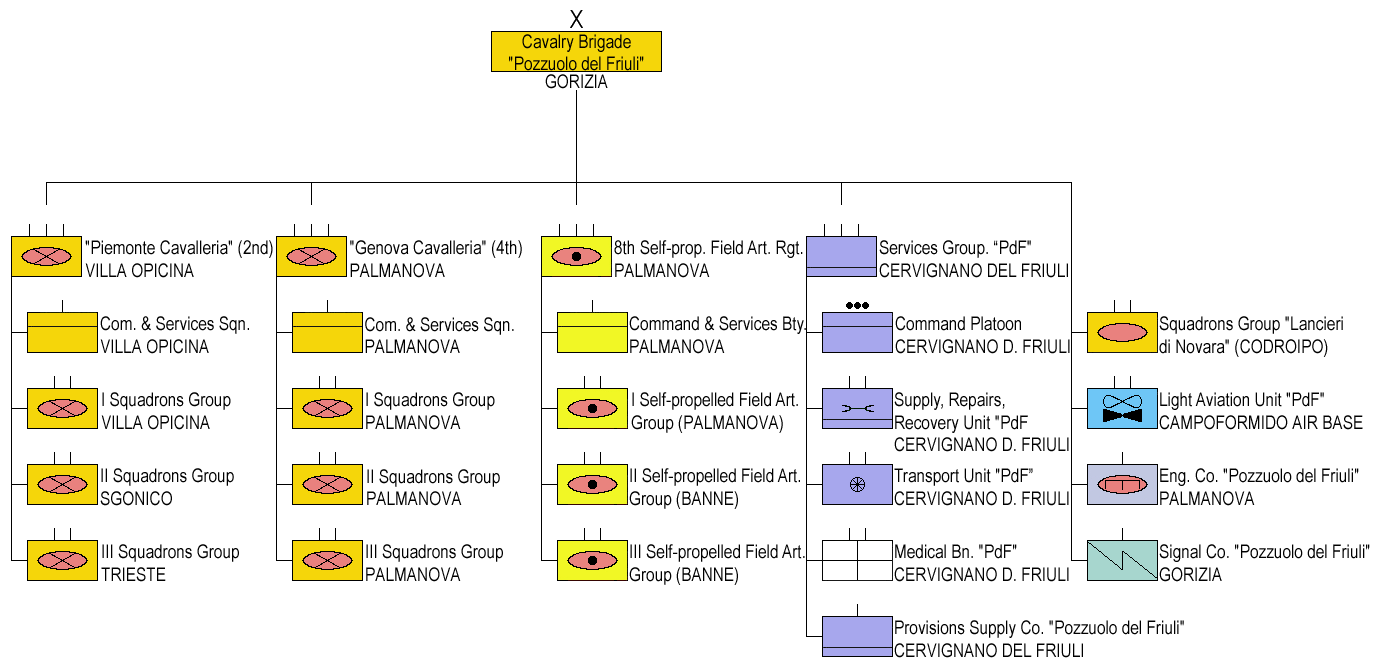
Brigata Cavalleria "Pozzuolo del Friuli" in 1974

- Brigata Cavalleria "Pozzuolo del Friuli", a Gorizia[118]
  -  Reggimento "Piemonte Cavalleria" (2°), a Villa Opicina[83][119]
    - Squadrone Comando e Servizi, a Villa Opicina
    - I Gruppo Squadroni, a Villa Opicina (carri armati da combattimento Leopard 1 e veicoli trasporto truppe M113)[83]
    - II Gruppo Squadroni, a Sgonico (carri armati da combattimento Leopard 1 e veicoli da trasporto truppe M113)
    - III Gruppo Squadroni, a Trieste (carri armati da combattimento Leopard 1 e veicoli da trasporto truppe M113)

  -  Reggimento "Genova Cavalleria" (4°), a Palmanova[83][120]
    - Squadrone Comando e Servizi, a Palmanova
    - I Gruppo Squadroni, a Palmanova (carri armati da combattimento Leopard 1 e veicoli da trasporto truppe M113)[83]
    - II Gruppo Squadroni, a Palmanova (carri armati da combattimento Leopard 1 e veicoli da trasporto truppe M113)
    - III Gruppo Squadroni, a Palmanova (carri armati da combattimento Leopard 1 e veicoli da trasporto truppe M113)

  -  8º Reggimento Artiglieria da Campagna Semovente, a Palmanova[121]
    - Batteria Comando e Servizi, a Palmanova
    - I Gruppo Artiglieria da Campagna Semovente, a Palmanova (semoventi d'artiglieria M109G 155mm)
    - II Gruppo Artiglieria da Campagna Semovente, a Banne (semoventi d'artiglieria M109G 155mm)
    - III Gruppo Artiglieria da Campagna Semovente, a Banne (semoventi d'artiglieria M109G 155mm)

  - Gruppo Squadroni "Lancieri di Novara", a Codroipo (carri armati da combattimento Leopard 1A2)[83]
  - Reparto Aviazione Leggera "Pozzuolo del Friuli", presso l'Aeroporto di Udine-Campoformido[16] (L-19E Bird Dog)
  - Compagnia Genio Pionieri "Pozzuolo del Friuli", a Palmanova
  - Compagnia Trasmissioni "Pozzuolo del Friuli", a Gorizia
  - Raggruppamento Servizi "Pozzuolo del Friuli", a Cervignano del Friuli
    - Plotone Comando, a Cervignano del Friuli
    - Reparto Rifornimenti, Riparazioni, Recuperi "Pozzuolo del Friuli", a Cervignano del Friuli
    - Battaglione Sanità "Pozzuolo del Friuli", a Cervignano del Friuli
    - Autoreparto "Pozzuolo del Friuli", a Cervignano del Friuli
    - Compagnia Sussistenza "Pozzuolo del Friuli", a Cervignano del Friuli

#### III Brigata Missili

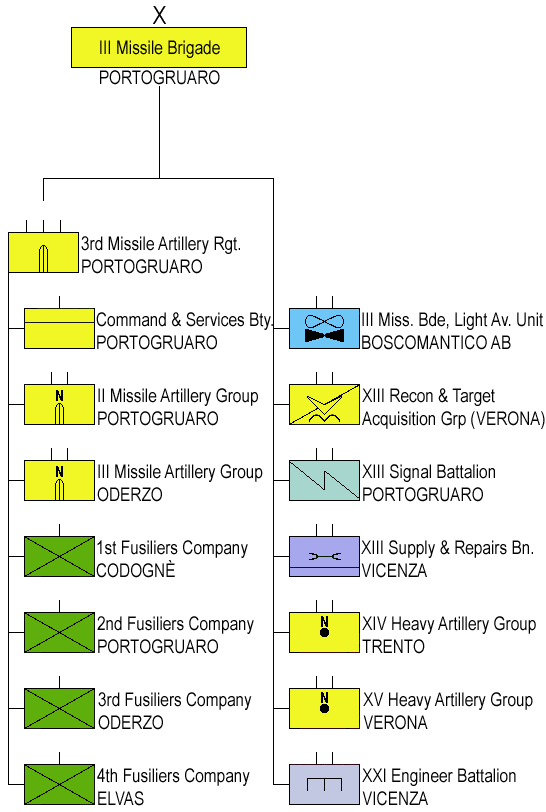
III Brigata Missili in 1974

- III Brigata Missili, a Portogruaro
  -  3º Reggimento Artiglieria Missili, a Portogruaro[122]
    - Batteria Comando e Servizi, a Portogruaro
    - I Gruppo Artiglieria Missili, a Codognè (missili terra-terra MGR-1 Honest John) (smobilitato il 31 luglio 1973)[122]
    - II Gruppo Artiglieria Missili, a Portogruaro (missili terra-terra MGR-1 Honest John)
    - III Gruppo Artiglieria Missili, a Oderzo (missili terra-terra MGR-1 Honest John)
    - IV Gruppo Artiglieria Missili, a Elvas (missili terra-terra MGR-1 Honest John) (smobilitato il 31 luglio 1973)[122]
    - 1ª Compagnia Fucilieri, a Codognè
    - 2ª Compagnia Fucilieri, a Portogruaro
    - 3ª Compagnia Fucilieri, a Oderzo
    - 4ª Compagnia Fucilieri, a Elvas

  - XIII Gruppo Ricognizione e Acquisizione Obiettivi (GRACO), in Verona[123][124]
    - Batteria Comando e Servizi
    - Batteria Ricognizione e Acquisizione Obiettivi
    - Batteria Aerei Teleguidati (MQM-57 "Falconer" drones)

  - Reparto Aviazione Leggera III Brigata Missili, at Verona-Boscomantico Air Base[16]
    - Sezione Aerei Leggeri (L-19E Bird Dog)
    - Sezione Elicotteri di Uso Generale (AB-204B elicotteri)
    - Sezione Manutenzione

  - XIII Battaglione Trasmissioni, in Portogruaro
  - XIII Reparto Rifornimenti e Riparazioni, a Vicenza
  - XIV Gruppo Artiglieria Pesante, a Trento (M115 203mm obice trainato)
  - XV Gruppo Artiglieria Pesante, a Verona (M115 203mm obice trainato)[84]
  - XXI Battaglione Genio Pionieri, a Vicenza[125]

#### Comando Truppe Trieste
Il Comando Truppe Trieste era incaricato della difesa della città di Trieste.

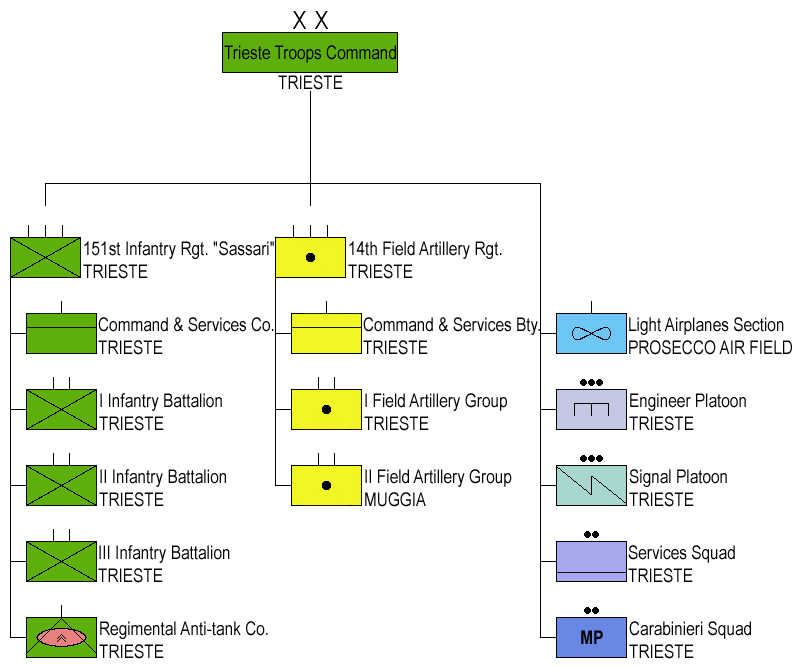
Comando Truppe Trieste in 1974

- Comando Truppe Trieste, a Trieste
  -  151º Reggimento Fanteria "Sassari", a Trieste[126]
    - Compagnia Comando e Servizi, a Trieste
    - I Battaglione Fanteria, a Trieste
    - II Battaglione Fanteria, a Trieste
    - III Battaglione Fanteria, a Trieste
    - Compagnia Controcarri Reggimentale, a Trieste (missili anticarro e carri M47)

  -  14º Reggimento Artiglieria da Campagna, in Trieste
    - Batteria Comando e Servizi, a Trieste
    - I Gruppo Artiglieria da Campagna, a Trieste (M14/61 105mm obice trainato)
    - II Gruppo Artiglieria da Campagna, a Muggia (M14/61 105mm obice trainato)

  - Plotone Genio Pionieri, a Trieste
  - Plotone Trasmissioni, a Trieste
  - Sezione Aerei Leggeri, presso l'eliporto Trieste-Prosecco[16]

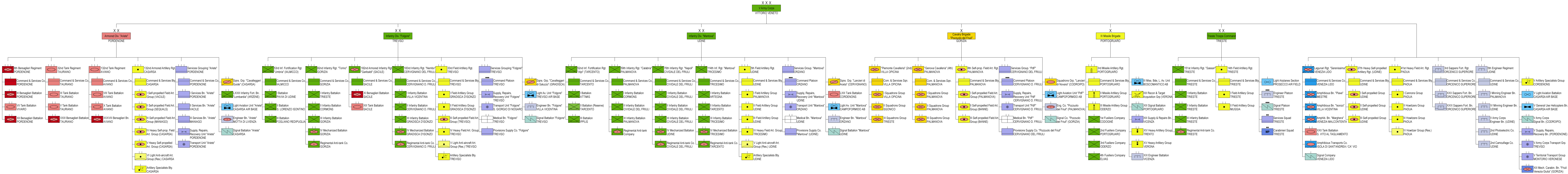
Structure of the V Corpo d'Armata in 1974

  - Nucleo Servizi, a Trieste
  - Nucleo Carabinieri, a Trieste

### Regione Militare Nord Ovest - I C.M.T.

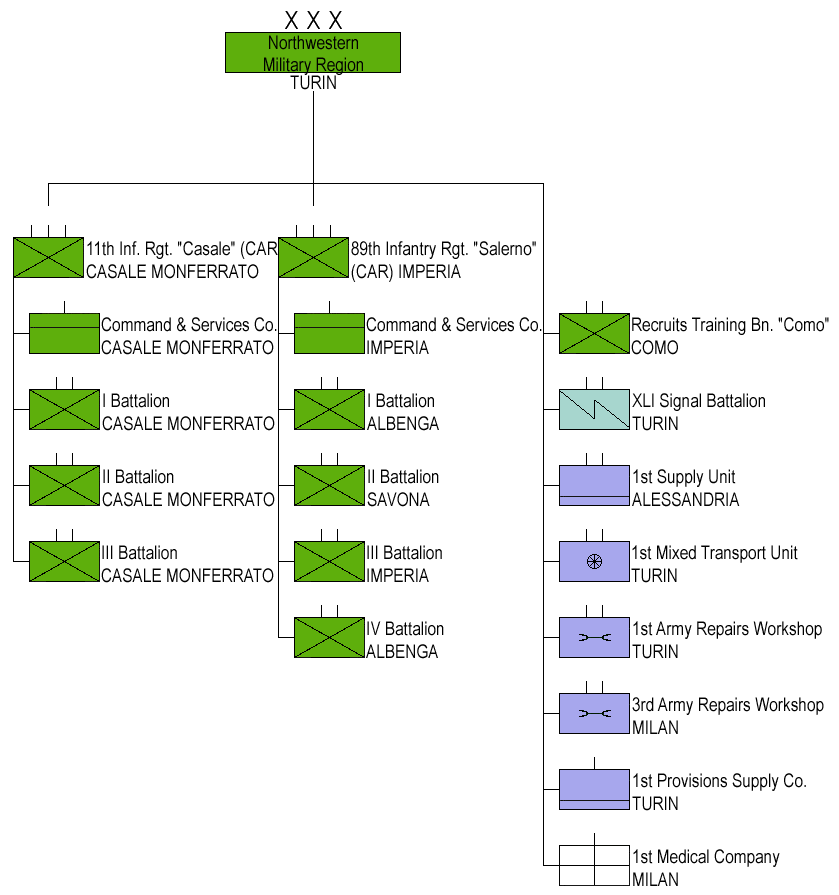
Regione Militare Nord Ovest in 1974

Originariamente noto come I Comando Territoriale Militare (I Comando Militare Territoriale), divenne Regione Militare Nord Ovest - I C.M.T. il 1º luglio 1957, dopo aver preso possesso dei territori della sciolta II C.M.T. (regione Liguria, meno la provincia della Spezia) il 31 agosto 1956, e il territorio della III C.M.T. (regione Lombardia, meno le province Brescia e Mantova) il 1º luglio 1957. In pari data il III C.M.T. divenne il III Corpo d'armata.
- Regione Militare Nord Ovest - I C.M.T., in Torino (regioni Aosta, Piemonte Liguria (meno la provincia della Spezia) e Lombardia (meno le province di Brescia e Mantova))[127]
  -  11º Reggimento Fanteria "Casale" (CAR), in Casale Monferrato
    - Compagnia Comando e Servizi, in Casale Monferrato
    - I Battaglione, a Casale Monferrato
    - II Battaglione, a Casale Monferrato
    - III Battaglione, a Casale Monferrato

  -  89º Reggimento Fanteria "Salerno" (CAR), in Imperia[128]
    - Compagnia Comando e Servizi, in Imperia
    - I Battaglione, a Albenga
    - II Battaglione, a Savona
    - III Battaglione, a Imperia
    - IV Battaglione, a Albenga

  - Battaglione Addestramento Reclute "Como", a Como
  - XLI Battaglione Trasmissioni, a Torino
  - I Reparto Rifornimenti, a Alessandria
  - 1° Autoreparto Misto, a Torino
  - 1ª Officina Riparazioni Esercito Tipo B, a Torino
  - 3ª Officina Riparazioni Esercito Tipo A, a Milano
  - 1ª Compagnia Sussistenza, a Torino
  - 1ª Compagnia Sanità, a Milano
  - Ospedale Militare Principale, a Milano
  - Ospedale Militare Tipo A, a Torino
  - Ospedale Militare Tipo B, a Genova
  - Ospedale Militare Tipo B, a Brescia

### Regione Militare Nord Est - V C.M.T.
Originariamente noto come V Comando Territoriale Militare (V Comando Militare Territoriale), divenne Regione Militare Nord Est - V C.M.T. il 1º luglio 1957, dopo aver preso possesso del territorio della sciolta IV C.M.T. (Trentino-Alto Adige) il 1 maggio 1952. In pari data il IV C.M.T. divenne il IV Corpo d'armata e il V C.M.T. scisso per formare il V Corpo d'armata e il V C.M.T.
- Regione Militare Nord Est - V C.M.T., con comando a Padova (comprendente le regioni Friuli-Venezia Giulia, Trentino-Alto Adige, Veneto e le province lombarde di Brescia e Mantova)[130]
  - XXXI Battaglione Trasmissioni, a Padova (fino allo scioglimento del 3ª Armata il 1 aprile 1972 l'unità fu denominata: XXXI Battaglione Trasmissioni (Esercizio) d'Armata)[131]
  - XXXII Battaglione Trasmissioni, a Padova (fino allo scioglimento del 3ª Armata il 1 aprile 1972 l'unità fu denominata: XXXII Battaglione Trasmissioni (Misto) d'Armata)[131]
  - XLII Battaglione Trasmissioni, in Padova
  - Compagnia Mista Guerra Elettronica, in Conegliano[131]
  - IV Reparto Rifornimenti, in Verona
  - V Reparto Rifornimenti, in Mestre
  - 4ª Officina Riparazioni Esercito Tipo A, in Verona
  - 5ª Officina Riparazioni Esercito Tipo A, in Dosson
  - 15ª Officina Riparazioni Esercito Tipo A, in Padova
  - 4ª Compagnia di Sussistenza, in Verona
  - 5ª Compagnia di Sussistenza, in Padova
  - 4ª Compagnia Sanità, in Verona
  - 5ª Compagnia Sanità, in Udine
  - Ospedale Militare Tipo A, in Verona
  - Ospedale Militare Tipo A, in Padova
  - Ospedale Militare Tipo A, in Udine
  - Ospedale Militare Tipo B, in Bolzano

### Regione Militare Tosco-Emiliana - VII C.M.T.
Originariamente noto come VII Comando Territoriale Militare (VII Comando Militare Territoriale), divenne Regione Militare Tosco-Emiliana - VII C.M.T. il 1º luglio 1957, dopo aver preso possesso del territorio dello sciolto VI C.M.T. (regione Emilia-Romagna e le province marchigiane di Ancona e Pesaro) il 1º settembre 1956. Nella stessa data il VI CMT divenne il VI Corpo d'armata. Il VI Corpo d'Armata di Bologna fu sciolto il 31 marzo 1972 e le sue unità passarono alla Regione Militare Tosco-Emiliana - VII C.M.T.
- Regione Militare Tosco-Emiliana - VII C.M.T., con comando a Firenze (regioni Emilia-Romagna e Toscana, la provincia ligure di La Spezia, e le due province marchigiane di Ancona e Pesaro)[132]
  -  28º Reggimento Fanteria "Pavia" (CAR), in Pesaro
    - Compagnia Comando e Servizi, in Pesaro
    - I Battaglione, in Pesaro
    - II Battaglione, in Fano
    - III Battaglione, in Falconara Marittima

  -  84º Reggimento Fanteria "Venezia" (CAR), in Siena
    - Compagnia Comando e Servizi, in Siena
    - I Battaglione, in Siena
    - II Battaglione, in Pistoia
    - III Battaglione, in Arezzo

  -  3º Reggimento Artiglieria Pesante Campale, in Pisa[61][134]
    - Batteria Comando e Servizi, in Pisa
    - I Gruppo Obici da 155/23, in Pisa (M114 155mm obice trainato)
    - II Gruppo Obici da 155/23, in Pisa (M114 155mm obice trainato)
    - III Gruppo Obici da 155/23 (quadro), in Lucca (M114 155mm obice trainato)
    - IV Gruppo Obici da 155/23, in Lucca (M114 155mm obice trainato)
    - 3ª Batteria Specialisti di Artiglieria, in Pisa

  -  6º Reggimento Artiglieria Pesante Campale, in Piacenza (sciolto il 15 settembre 1974, due gruppi del reggimento furono trasferiti all'8º Reggimento Artiglieria Pesante Campale e uno al 41º Reggimento Artiglieria Pesante Campale)[61][135]
    - Batteria Comando e Servizi, in Piacenza
    - I Gruppo Obici da 155/23, in Piacenza (M114 155mm obice trainato)
    - II Gruppo Obici da 155/23, in Piacenza (M114 155mm obice trainato)
    - III Gruppo Obici da 155/23 (quadro), in Piacenza (M114 155mm obice trainato)
    - 6ª Batteria Specialisti di Artiglieria, in Piacenza

  -  8º Reggimento Artiglieria Pesante Campale, in Modena[61][135]
    - Batteria Comando e Servizi, in Modena
    - I Gruppo Cannoni da 155/45, in Modena (M59 155mm obice trainato)
    - II Gruppo Obici da 155/23, in Ferrara (M114 155mm obice trainato)
    - III Gruppo Obici da 155/23 (quadro), in Modena (M114 155mm obice trainato)
    - 8ª Batteria Specialisti di Artiglieria, in Modena

  -  2º Reggimento Genio Pontieri, in Piacenza[136]
    - Compagnia Comando e Servizi, in Piacenza
    - I Battaglione Pontieri, in Piacenza
    - II Battaglione Pontieri, in Legnago
    - III Battaglione Pontieri, in Piacenza

  -  Reggimento Genio Ferrovieri, in Castel Maggiore[137]
    - Compagnia Comando e Servizi, in Castel Maggiore
    - I Battaglione Genio Ferrovieri, in Castel Maggiore
    - II Battaglione Esercizio Linee Ferroviarie, in Torino (gestisce la Ferrovia Chivasso-Ivrea-Aosta)
    - VI Battaglione Genio Pionieri di Corpo d'Armata, in Bologna (appoggiava lo sciolto VI Corpo d'Armata)

  - XLIII Battaglione Trasmissioni, in Florence / Bologna
  - VII Reparto Rifornimenti, in Sesto Fiorentino
  - 7° Autoreparto Misto, in Coverciano
  - 2º Reparto Riparazioni Aviazione Leggera dell'Esercito, presso l'Aeroporto di Bologna[16]
  - 6ª Officina Riparazioni Esercito Tipo B, in Bologna
  - 7ª Officina Riparazioni Esercito Tipo A, in Coverciano
  - 7ª Compagnia Sussistenza, in Florence
  - 7ª Compagnia Sanità, in Florence
  - Ospedale Militare Tipo A, in Bologna
  - Ospedale Militare Tipo A, in Florence
  - Ospedale Militare Tipo B, in Livorno
  - Ospedale Militare Tipo B, in Piacenza

#### Brigata Fanteria"Trieste"
- Brigata Fanteria "Trieste", a Bologna
  -  40th Reggimento Fanteria "Bologna", in Bologna[138]
    - Compagnia Comando e Servizi, a Bologna
    - I Battaglione Fanteria, a Bologna
    - II Battaglione Fanteria, a Forlì
    - III Battaglione Fanteria, a Bologna
    - Compagnia Controcarri Reggimentale, a Bologna (missili anticarro e carri M47)

  - XI Battaglione Corazzato, a Ozzano dell'Emilia (carri M47 Patton e veicoli trasporto truppe M113)
  - Gruppo Artiglieria da Campagna "Trieste", a Bologna (M14/61 105mm obice trainato)[139]
  - Reparto Aviazione Leggera "Trieste", presso l'Aeroporto di Bologna[16] (L-21B Super Cub)
  - Compagnia Genio Pionieri "Trieste", a Bologna
  - Compagnia Trasmissioni "Trieste", a Bologna
  - Reparto Rifornimenti, Riparazioni, Recuperi "Trieste", a Budrio
  - Autoreparto "Trieste", a Budrio

#### Brigata Fanteria"Friuli"
- Brigata Fanteria "Friuli", a Firenze
  -  78th Reggimento Fanteria "Lupi di Toscana", a Scandicci
    - Compagnia Comando e Servizi, a Scandicci
    - I Battaglione Fanteria, a Scandicci
    - II Battaglione Fanteria, a Pistoia
    - III Battaglione Fanteria, a Scandicci
    - Compagnia Controcarri Reggimentale, a Scandicci (missili anticarro e carri M47)

  - XIX Battaglione Corazzato, a Firenze (carri M47 Patton e veicoli trasporto truppe M113)
  - Gruppo Artiglieria da Campagna "Friuli", a Pistoia (M14/61 105mm obice trainato)
  - Reparto Aviazione Leggera "Friuli", presso l'Aeroporto di Firenze-Peretola[16] (L-21B Super Cub)
  - Compagnia Genio Pionieri "Friuli", a Firenze
  - Compagnia Trasmissioni "Friuli", a Firenze
  - Reparto Rifornimenti, Riparazioni, Recuperi "Friuli", in Coverciano[140]
  - Autoreparto "Friuli", in Coverciano[140]

#### Brigata Paracadutisti"Folgore"
- Brigata paracadutisti "Folgore", a Livorno
  -  1º Reggimento Paracadutisti, a Livorno
    - Comando, a Livorno
    - II Battaglione Paracadutisti, a Pisa[141]
    - V Battaglione Paracadutisti, a Pisa[142]
    - Compagnia Mortai da 120mm, a Livorno

  - Battaglione Sabotatori Paracadutisti, a Pisa
  - Battaglione Carabinieri Paracadutisti, a Livorno
  - Gruppo Artiglieria da Campagna Paracadutisti, a Livorno (M56 105mm towed howitzers)[143]
  - Reparto Aviazione Leggera "Folgore", presso l'Aeroporto di Pisa-San Giusto[16] (aerei L-21B Super Cub e elicotteri AB 204/205)
  - Compagnia Esploratori Paracadutisti "Folgore", a Siena
  - Compagnia Genio Pionieri Paracadutisti "Folgore", a Livorno
  - Compagnia Trasmissioni Paracadutisti "Folgore", a Livorno
  - Compagnia Aviorifornimenti "Folgore", a Pisa
  - Compagnia Manutenzione "Folgore", a Livorno

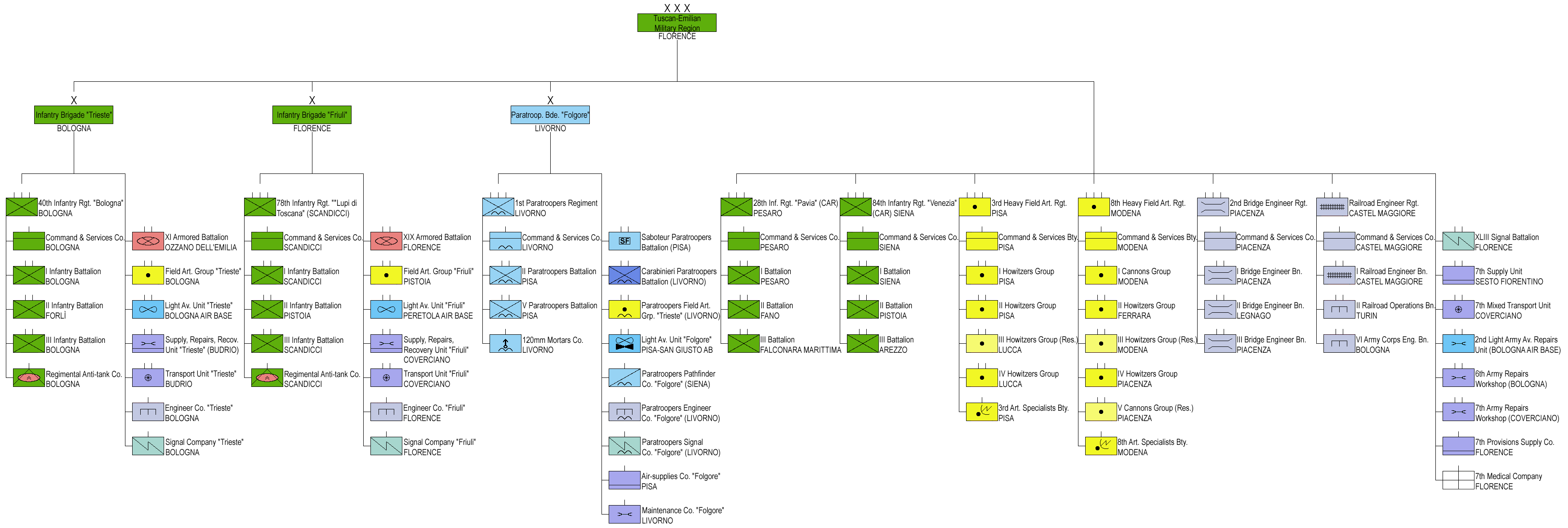
Structure of the Regione Militare Tosco-Emiliana in 1974

### Regione Militare Centrale - VIII C.M.T.
Originariamente noto come VIII Comando Territoriale Militare (VIII Comando Militare Territoriale), divenne Regione Militare Centrale - VIII C.M.T. il 1 luglio 1957.
- Regione Militare Centrale - VIII C.M.T., a Roma (regioni Abruzzo, Umbria, Lazio, Marche meno le province di Ancona e Pesaro e la Sardegna)[144][145]
  -  80º Reggimento Fanteria "Roma" (CAR), in Orvieto
    - Compagnia Comando e Servizi, in Orvieto
    - I Battaglione, in Sora
    - II Battaglione, in Cassino
    - III Battaglione, in Orvieto

  -  Reggimento "Lancieri di Montebello" (8°), in Roma[83][146]
    - Squadrone Comando e Servizi, in Roma
    - I Gruppo Squadroni, in Roma (carri M47 Patton e Veicolo Trasporto truppe M113)
    - II Gruppo Squadroni, in Roma (carri M47 Patton e veicoli trasporto truppe M113)
    - III Gruppo Squadroni, in Roma (carri M47 Patton e veicoli trasporto truppe M113)

  - Battaglione Addestramento Reclute "Chieti", in Chieti
  - XLIV Battaglione Trasmissioni, in Roma
  - VIII Reparto Rifornimenti, in Roma
  - 8° Autoreparto Misto, in Roma
  - 1º Reparto Riparazioni Aviazione Leggera dell'Esercito, at Bracciano Air Base[16]
  - 8ª Officina Riparazioni Esercito Tipo A, in Roma
  - 8ª Compagnia Sussistenza, in Roma
  - 8ª Compagnia Sanità, in Roma
  - Ospedale Militare Principale, in Roma
  - Ospedale Militare Tipo B, in Chieti
  - Ospedale Militare Tipo B, in Perugia
  - Ospedale Militare Tipo B, in Anzio

#### Divisione Fanteria"Granatieri di Sardegna"

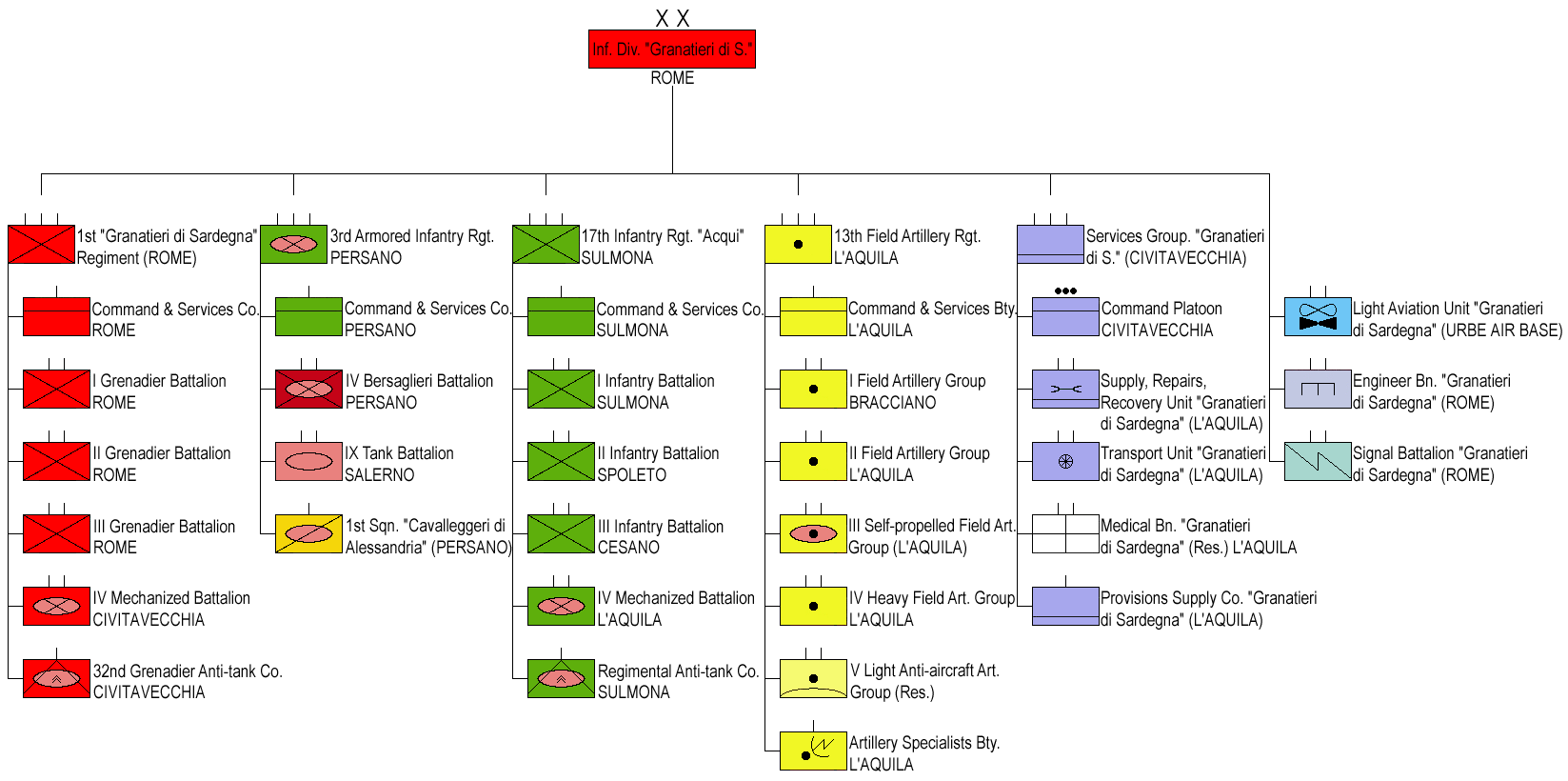
Divisione "Granatieri di Sardegna" in 1974

- Divisione Fanteria "Granatieri di Sardegna", a Roma
  -  1º Reggimento "Granatieri di Sardegna", a Roma
    - Compagnia Comando e Servizi, a Roma
    - I Battaglione Granatieri, a Roma
    - II Battaglione Granatieri, a Roma
    - III Battaglione Granatieri, a Roma
    - IV Battaglione Meccanizzato, a Civitavecchia (veicoli trasporto truppe M113 e carri M47)
    - 32ª Compagnia Granatieri Controcarro, a Civitavecchia (missili anticarro e carri M47)

  -  3º Reggimento fanteria corazzato, in Persano[147] (distaccato presso la Scuola Truppe Meccanizzate e Corazzate)[148]
    - Compagnia Comando e Servizi, a Persano (incluso un plotone missili anticarro)
    - IV Battaglione Bersaglieri, a Persano (Veicolo Trasporto truppe M113)
    - IX Battaglione Carri, in Salerno (carri da combattimento M60A1 Patton)
    - 1º Squadrone "Cavalleggeri di Alessandria", a Persano[147]

  -  17º Reggimento Fanteria "Acqui", a Sulmona
    - Compagnia Comando e Servizi, a Sulmona
    - I Battaglione Fanteria, a Sulmona
    - II Battaglione Fanteria, a Spoleto
    - III Battaglione Fanteria, a Cesano (Roma)
    - IV Battaglione Meccanizzato, a L'Aquila (veicoli trasporto truppe M113 e carri M47)
    - Compagnia Controcarri Reggimentale, a Sulmona (missili anticarro e carri M47)

  -  13º Reggimento Artiglieria da Campagna, a L’Aquila[149]
    - Batteria Comando e Servizi, in L’Aquila
    - I Gruppo Artiglieria da Campagna, a Bracciano (M14/61 105mm obice trainato)
    - II Gruppo Artiglieria da Campagna, a L'Aquila (M14/61 105mm obice trainato)
    - III Gruppo Artiglieria da Campagna Semovente, a L'Aquila (semoventi d'artiglieria M7 105mm; 7ª Batteria assegnata al 3º Reggimento fanteria corazzato di Persano[147])
    - IV Gruppo Artiglieria Pesante Campale, a L’Aquila (M114 155mm obice trainato)
    - V Gruppo Artiglieria Controaerei Leggera (quadro), a (?) (cannone antiaereo Bofors 40mm e mitragliatrice da 12,7mm Browning M2)[68]
    - Batteria Specialisti di Artiglieria, a L’Aquila

  - Reparto Aviazione Leggera "Granatieri di Sardegna", presso l'Aeroporto di Roma-Urbe[16] (su aerei leggeri L-19E Bird Dog e elicotteri AB 206 da ricognizione)
  - Battaglione Genio Pionieri "Granatieri di Sardegna", a Roma[150]
  - Battaglione Trasmissioni "Granatieri di Sardegna", a Roma
  - Raggruppamento Servizi "Granatieri di Sardegna", a Civitavecchia[151]
    - Plotone Comando, a Civitavecchia
    - Reparto Rifornimenti, Riparazioni, Recuperi "Granatieri di Sardegna", a L'Aquila
    - Autoreparto "Granatieri di Sardegna", a L'Aquila
    - Battaglione Sanità "Granatieri di Sardegna" (quadro), a L'Aquila
    - Compagnia Sussistenza "Granatieri di Sardegna", a L'Aquila

#### Comando Militare della Sardegna
- Comando Militare della Sardegna (CMS), a Cagliari)[152]
  -  152º Reggimento Fanteria "Sassari" (CAR), in Sassari
    - Compagnia Comando e Servizi, in Sassari
    - I Battaglione, in Sassari
    - II Battaglione, in Cagliari
    - III Battaglione, in Macomer

  - Campo Addestramento Unità Corazzate, in Teulada[153]
    - Compagnia Comando e Servizi, in Teulada
    - I Battaglione Corazzato, in Teulada
    - II Battaglione Corazzato (quadro), in Teulada
    - Autoreparto, in Teulada
    - Officina Media Speciale, in Teulada
    - Sezione Elicotteri di Uso Generale, in Teulada

  - Reparto Aviazione Leggera CMS, at presso l'Aeroporto di Cagliari-Elmas[16] (L-21B Super Cub)
  - XII Reparto Rifornimenti, in Nuoro
  - 12° Autoreparto Misto, in Cagliari
  - 12ª Officina Riparazioni Esercito Tipo B, in Cagliari
  - 12ª Compagnia Sussistenza, in Cagliari
  - 12ª Compagnia Sanità, in Cagliari
  - Compagnia Trasmissioni CMS, in Cagliari[154]
  - Ospedale Militare Tipo B, in Cagliari

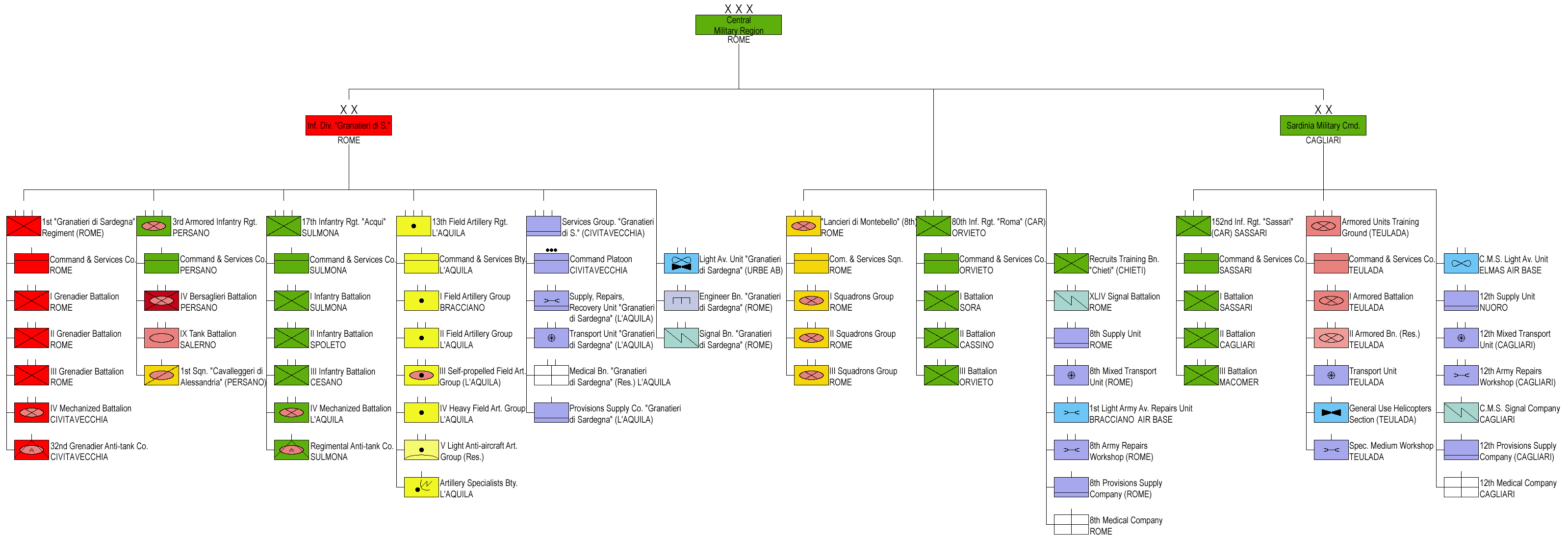
Structure of the Regione Militare Centrale in 1974

### Regione Militare Meridionale - X C.M.T.

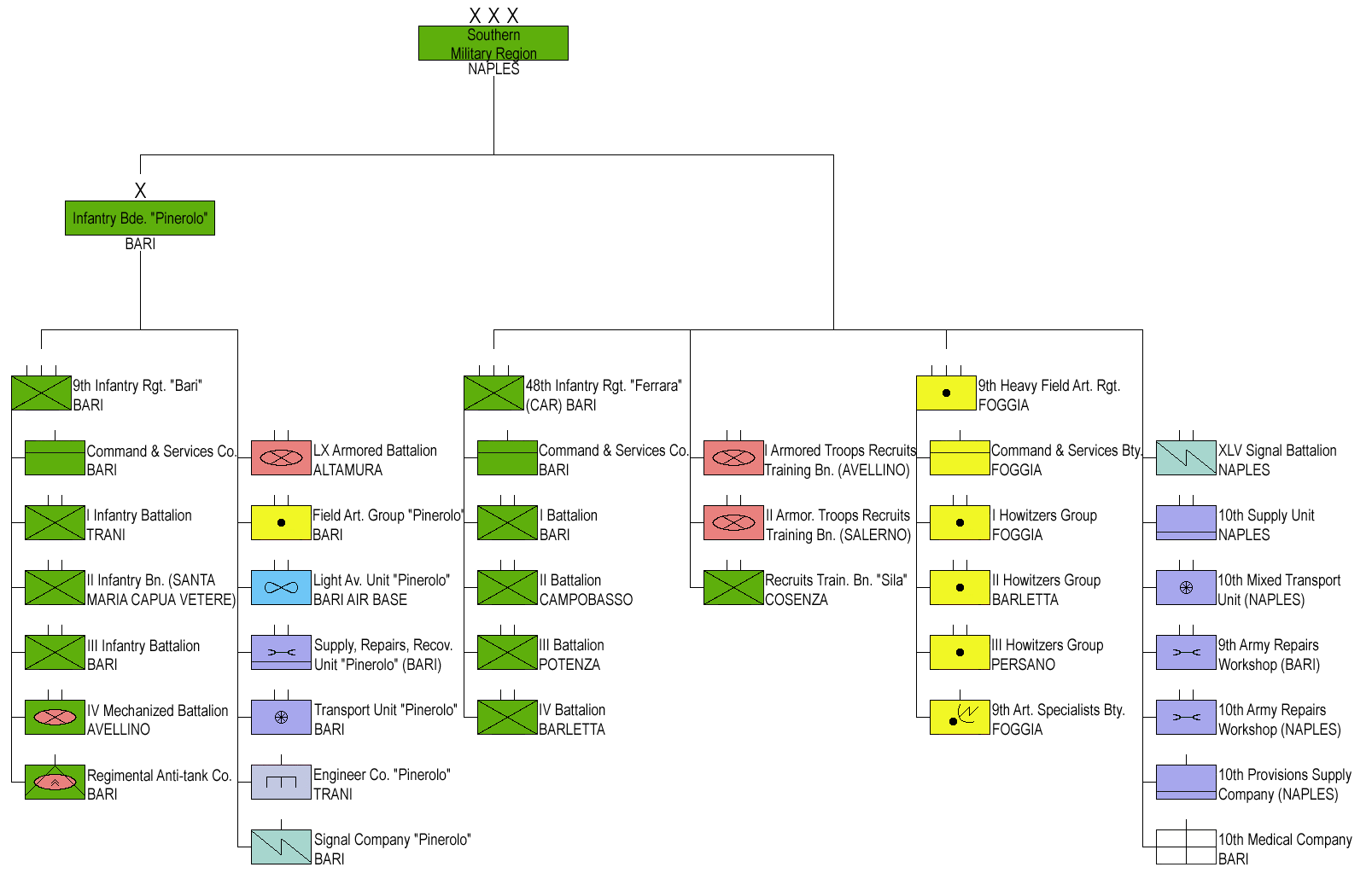
Regione Militare Meridionale in 1974

Originariamente noto come X Comando Territoriale Militare (X Comando Militare Territoriale), divenne Regione Militare Meridionale - X C.M.T. il 1º luglio 1957, dopo aver preso possesso del territorio della sciolta IX C.M.T. (regioni Puglia, Basilicata e Calabria, quest'ultima senza la provincia di Reggio Calabria) il 1º settembre 1956.
- Regione Militare Meridionale - X C.M.T., a Napoli (regioni Campania, Molise, Puglia, Basilicata e Calabria (meno la Reggio Calabria provincia))[155]
  -  48º Reggimento Fanteria "Ferrara" (CAR), in Bari[157]
    - Compagnia Comando e Servizi, in Bari
    - I Battaglione, in Bari
    - II Battaglione, in Campobasso
    - III Battaglione, in Potenza
    - IV Battaglione, in Barletta

  -  9º Reggimento Artiglieria Pesante Campale, in Foggia[61]
    - Batteria Comando e Servizi, in Foggia
    - I Gruppo Obici da 155/23, in Foggia (M114 155mm obice trainato)
    - II Gruppo Obici da 155/23, in Barletta (M114 155mm obice trainato)
    - III Gruppo Obici da 155/23, in Persano (M114 155mm obice trainato)
    - 9ª Batteria Specialisti di Artiglieria, in Foggia

  - I Battaglione Addestramento Reclute delle Truppe Corazzate, in Avellino
  - II Battaglione Addestramento Reclute delle Truppe Corazzate, in Salerno
  - Battaglione Addestramento Reclute "Sila", in Cosenza
  - XLV Battaglione Trasmissioni, in Napoli
  - X Reparto Rifornimenti, in Napoli
  - 10° Autoreparto Misto, in Napoli
  - 9ª Officina Riparazioni Esercito Tipo B, in Bari
  - 10ª Officina Riparazioni Esercito Tipo A, in Napoli
  - 10ª Compagnia Sussistenza, in Napoli
  - 10ª Compagnia Sanità, in Bari
  - Ospedale Militare Tipo A, in Bari
  - Ospedale Militare Tipo A, in Caserta
  - Ospedale Militare Tipo B, in Napoli
  - Ospedale Militare Tipo B, in Catanzaro

#### Brigata Fanteria"Pinerolo"
- Brigata Fanteria "Pinerolo", a Bari
  -  9th Reggimento Fanteria "Bari", a Bari
    - Compagnia Comando e Servizi, a Bari
    - I Battaglione Fanteria, a Trani
    - II Battaglione Fanteria, a Santa Maria Capua Vetere
    - III Battaglione Fanteria, a Bari
    - IV Battaglione Meccanizzato, a Avellino
    - Compagnia Controcarri Reggimentale, a Bari (missili anticarro e carri M47)

  - LX Battaglione Corazzato, in Altamura (carri M47 Patton e Veicolo Trasporto truppe M113)
  - Gruppo Artiglieria da Campagna "Pinerolo", a Bari (M14/61 105mm obice trainato)
  - Reparto Aviazione Leggera "Pinerolo", presso l'Aeroporto di Bari-Palese[16] (L-21B Super Cub)
  - Compagnia Genio Pionieri "Pinerolo", a Trani
  - Compagnia Trasmissioni "Pinerolo", a Bari
  - Reparto Rifornimenti, Riparazioni, Recuperi "Pinerolo", a Bari[158]
  - Autoreparto "Pinerolo", a Bari[158]

### Regione Militare della Sicilia - XI C.M.T.

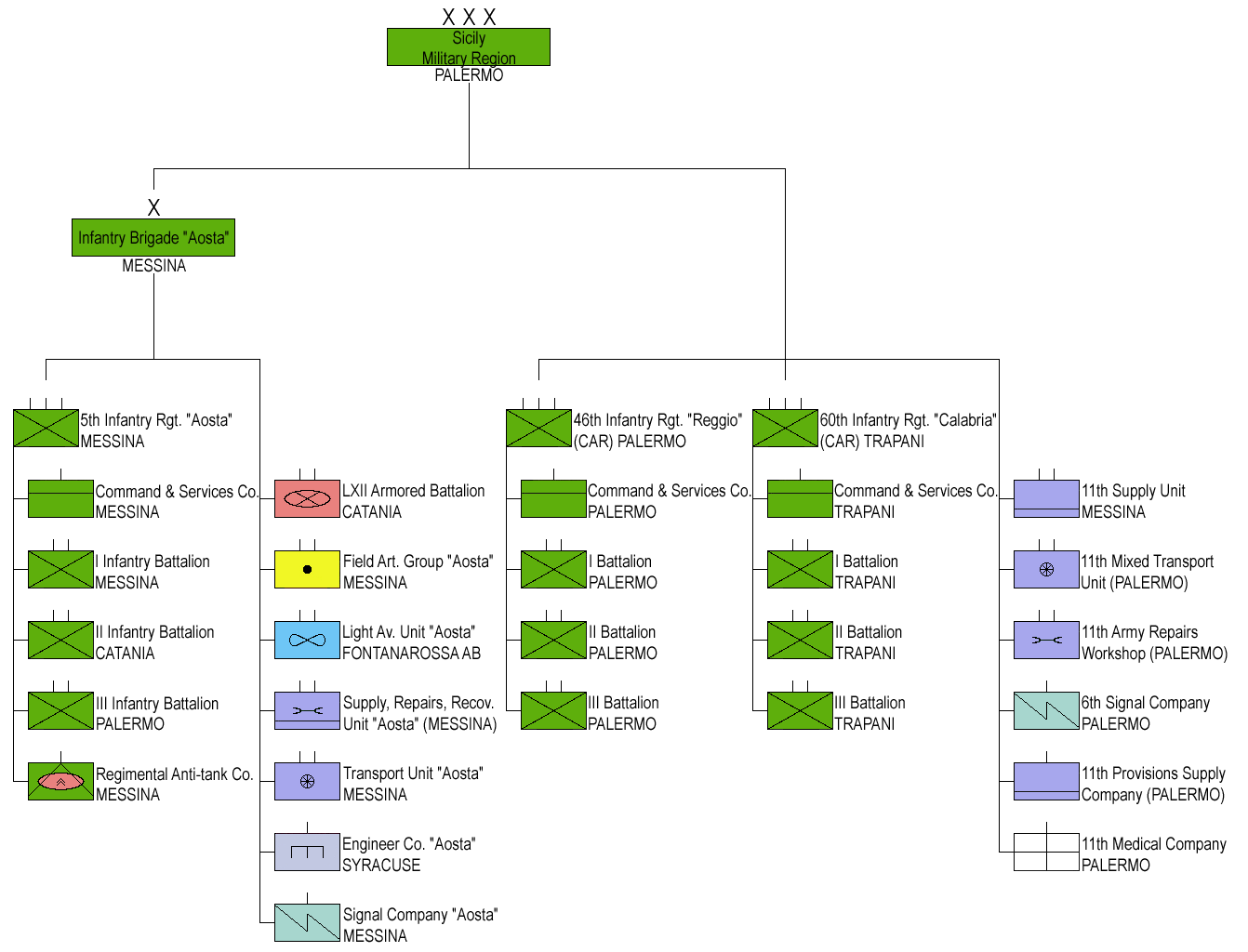
Regione Militare della Sicilia in 1974

Originariamente noto come XI Comando Territoriale Militare (XI Comando Militare Territoriale), divenne Regione Militare della Sicilia - XI C.M.T. il 1 luglio 1957.
- Regione Militare della Sicilia - XI C.M.T., in Palermo (Sicilia regione e la provincia di Reggio Calabria)[159]
  -  46º Reggimento Fanteria "Reggio" (CAR), in Palermo[160]
    - Compagnia Comando e Servizi, in Palermo
    - I Battaglione, in Palermo
    - II Battaglione, in Palermo
    - III Battaglione, in Palermo

  -  60º Reggimento Fanteria "Calabria" (CAR), in Trapani[161]
    - Compagnia Comando e Servizi, in Trapani
    - I Battaglione, in Trapani
    - II Battaglione, in Trapani
    - III Battaglione, in Trapani

  - XI Reparto Rifornimenti, in Messina
  - 11° Autoreparto Misto, in Palermo
  - 6ª Compagnia Trasmissioni, in Palermo[162]
  - 11ª Officina Riparazioni Esercito Tipo B, in Palermo
  - 11ª Compagnia di Sussistenza, in Palermo
  - 11ª Compagnia Sanità, in Palermo
  - Ospedale Militare Tipo B, in Palermo
  - Ospedale Militare Tipo B, in Messina

#### Brigata Fanteria"Aosta"
- Brigata Fanteria "Aosta", a Messina
  -  5th Reggimento Fanteria "Aosta", a Messina
    - Compagnia Comando e Servizi, a Messina
    - I Battaglione Fanteria, a Messina
    - II Battaglione Fanteria, a Catania
    - III Battaglione Fanteria, a Palermo
    - Compagnia Controcarri Reggimentale, a Messina (missili anticarro e carri M47)

  - LXII Battaglione Corazzato, a Catania (carri M47 Patton e veicolo trasporto truppe M113)
  - Gruppo Artiglieria da Campagna "Aosta", a Messina (M14/61 105mm obice trainato)[163]
  - Reparto Aviazione Leggera "Aosta", presso l'Aeroporto di Catania-Fontanarossa[16] (L-21B Super Cub)
  - Compagnia Genio Pionieri "Aosta", a Siracusa
  - Compagnia Trasmissioni "Aosta", a Messina
  - Reparto Rifornimenti, Riparazioni, Recuperi "Aosta", in Messina[158]
  - Autoreparto "Aosta", a Messina[158]

### Comando Artiglieria Controaerei

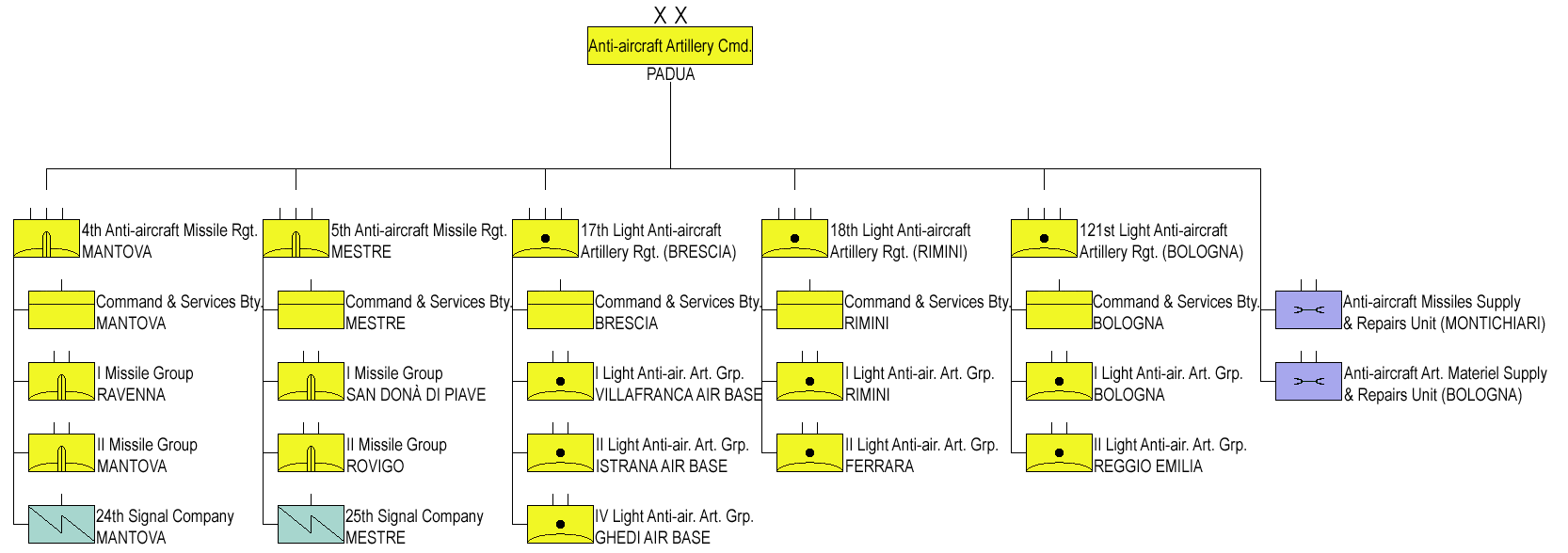
Comando Artiglieria Controaerei in 1974

In tempo di pace il Comando Artiglieria Controaerei era sotto il comando amministrativo dell'Ispettorato dell'Arma di Artiglieria e Difesa NBC di Roma, in tempo di guerra sarebbe passato sotto il controllo operativo del Comando delle forze terrestri alleate del Sud Europa della NATO di Verona.
- Comando Artiglieria Controaerei, in Padova
  -  4º Reggimento Artiglieria Missili Controaerei, in Mantova[164]
    - Batteria Comando e Servizi, in Mantova
    - I Gruppo Missili, in Ravenna (MIM-23 Hawk sistema missilistico antiaereo)
    - II Gruppo Missili, in Mantova (MIM-23 Hawk sistema missilistico antiaereo)
    - 24ª Compagnia Trasmissioni, in Mantova

  -  5º Reggimento Artiglieria Missili Controaerei, in Mestre[165]
    - Batteria Comando e Servizi, in Mestre
    - I Gruppo Missili, in San Donà di Piave (MIM-23 Hawk sistema missilistico antiaereo)
    - II Gruppo Missili, in Rovigo (MIM-23 Hawk sistema missilistico antiaereo)
    - 25ª Compagnia Trasmissioni, in Mestre

  -  17º Reggimento Artiglieria Controaerei Leggera, in Brescia[166]
    - Batteria Comando e Servizi, in Brescia
    - I Gruppo Artiglieria Controaerei Leggera, Aeroporto di Verona-Villafranca (L/70 40mm cannone antiaereo)
    - II Gruppo Artiglieria Controaerei Leggera, Aeroporto di Treviso-Istrana (L/70 40mm cannone antiaereo)
    - III Gruppo Artiglieria Controaerei Leggera, in Lodi (L/70 40mm cannone antiaereo) (sciolto il 1 febbraio 1973)
    - IV Gruppo Artiglieria Controaerei Leggera, Aeroporto di Ghedi (L/70 40mm cannone antiaereo)

  -  18º Reggimento Artiglieria Controaerei Leggera, in Rimini[167]
    - Batteria Comando e Servizi, in Rimini
    - I Gruppo Artiglieria Controaerei Leggera, in Rimini (L/70 40mm cannone antiaereo)
    - II Gruppo Artiglieria Controaerei Leggera, in Ferrara (L/70 40mm cannone antiaereo)

  -  121º Reggimento Artiglieria Controaerei Leggera, in Bologna[168]
    - Batteria Comando e Servizi, in Bologna
    - I Gruppo Artiglieria Controaerei Leggera, in Bologna (L/70 40mm cannone antiaereo)
    - II Gruppo Artiglieria Controaerei Leggera, in Reggio Emilia (L/70 40mm cannone antiaereo)

  - Reparto Rifornimenti e Riparazioni Missili Controaerei, in Montichiari
  - Reparto Rifornimenti e Riparazioni Materiali di Artiglieria Controaerei, in Bologna